# Saló Internacional del Còmic de Barcelona de 2017
El 35è Saló Internacional del Còmic de Barcelona es va celebrar entre el dijous 30 de març i el diumenge 2 d'abril de 2017 a la Fira de Barcelona de Montjuïc.
La gran mostra de la 35a edició fou dedicada a l'aviació i comptà amb diversos avions reals, pertanyents a diferents èpoques, que han aparegut dibuixats en còmics. Els avions anaven acompanyats d'uns plafons amb il·lustracions de còmic on hi apareixien els clàssics del gènere més destacats, com per exemple el còmic d'aventures Steve Canyon de Milton Caniff, el còmic d'aviació militar Buck Danny de Jean-Michel Charlier i Victor Hubinon, el còmic dels aventurers Tanguy et Laverdure de Charlier i Uderzo, el clàssic Hazañas Bélicas de Boixcar, la sèrie argentina As de Pique de Ricardo Barreiro i Juan Giménez o les batalles aèries del còmic Le Pilote à l'Edelweiss de Yann i Romain Hugault.
L'altra gran exposició central va estar dedicada a la revista TBO, que el 2017 celebrà el seu centenari. La mostra va incloure cent originals amb les sèries més populars, com Los grandes inventos del TBO, La familia Ulises, Eustaquio Morcillón y Babali, Josechu el vasco o Altamiro de la cueva. Addicionalment, l'exposició va reservar tot un bloc a l'obra de Josep Maria Blanco, guanyador del Gran Premi del Saló de 2016 i autor cabdal del TBO. Sumant-se a l'homenatge del centenari del TBO Antoni Guiral, comissari de l'exposició, va publicar el llibre 100 años de TBO, una de les grans novetats que va oferir el Saló.
El 2017 fou també el centenari del naixement del dibuixant Will Eisner i, com no podia ser d'altra manera, el Saló li dedicà una exposició antològica anomenada "Will Eisner, el creador de la novel·la gràfica". Eisner havia comparegut al Saló des dels seus inicis el 1981, visitant-lo en un total de tres ocasions. El seu darrer cop a Barcelona fou el 2003, a l'avançada edat de 86 anys i poc abans de la seva defunció dos anys més tard. Les seves novel·les gràfiques havien figurat en diverses ocasions al palmarès del Saló. La primera el 1984, quan l'obra A life force fou coronada amb el premi al millor còmic internacional. Més tard, als anys 1990, també Dropsie Avenue (1996) i Contract with God (1998) obtindrien una nominació a la millor obra estrangera. Així mateix, The Spirit, el famós antiheroi creat per Eisner, havia sigut protagonista al Saló en dues ocasions. La primera el 1990, quan amb motiu del seu 50è aniversari el Saló li va dedicar una exposició. 15 anys més tard, el 2015, el Saló li tornava a retre homenatge amb l'exposició «The Spirit: 75 anys a Central City», amb motiu del 75è aniversari del personatge.
El certamen va batre un nou rècord d'espai, amb 50.000 metres quadrats, un 10 per cent més que el 2016. També, com d'habitud, va comptar amb la presència de destacats dibuixants i guionistes nacionals i estrangers, a més d'un espai d'entrevistes on els editors pogueren reunir-se amb els autors.
El Saló va tancar les portes revalidant el rècord d'assistència de l'any anterior, amb 118.000 visitants. El director, Carles Santamaría, destacava aquesta «xifra rècord malgrat les fortes pluges del dissabte». A més, per primera vegada a la història del Saló les entrades es van exhaurir, no podent acollir més persones el dissabte. La taquilla va haver de penjar el cartell d'"entrades esgotades".

## El cartell
El cartell de la 35a edició, obra del dibuixant Jaime Calderón, fou presentat el 23 de gener a l'escola de còmics Joso. El cartell mostra un primer pla de l'aviadora Amelia Earhart, que amb el seu monoplà sobrevola l'Avinguda de la Reina Maria Cristina, deixant enrere el MNAC i les dues torres Venecianes. El tema de l'aviació havia estat plantejat prèviament per sintonitzar amb l'edició, en la qual el Saló va exhibir una gran mostra de diferents avions reals que han aparegut dibuixats en diversos còmics. Calderón va afirmar que per a l'elaboració del cartell va voler defugir la temàtica bèl·lica i va preferir deixar-se inspirar per la cèlebre aviadora Amelia Earhart, per atorgar un caràcter més aventurer i èpic al cartell.

## Exposicions

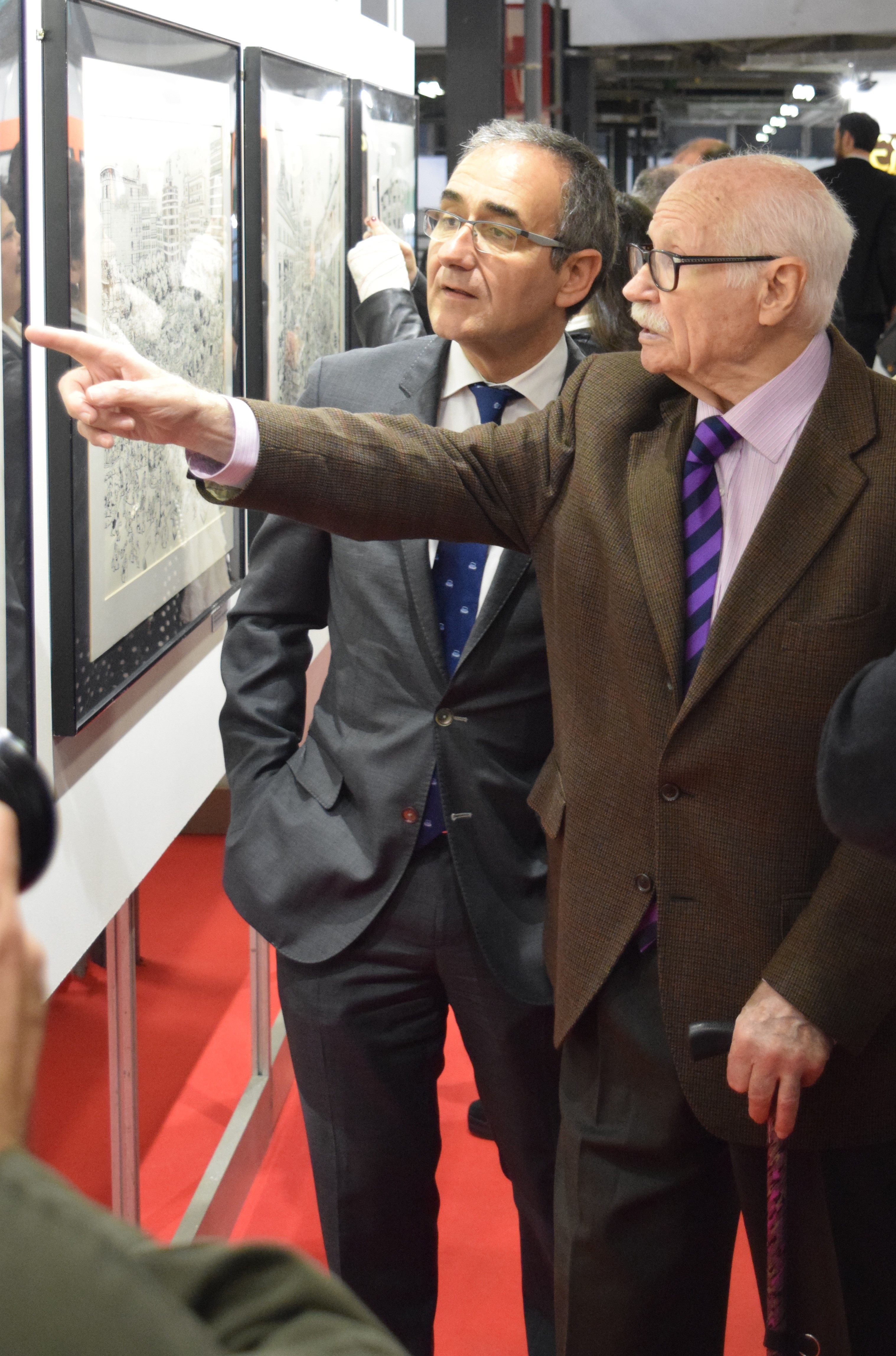
Josep Maria Blanco mostrant l'exposició "Humor Blanco del TBO".

### Exposicions centrals
- Humor Blanco del TBO. Exposició amb la qual el Saló va retre homenatge al TBO amb motiu del centenari de la revista, nascuda el 1917. L'exposició comptà amb 100 originals de diversos autors i sèries publicades al TBO. Comissariada per Antoni Guiral, la gran mostra va estar dividida en quatre grans blocs. El primer fou un recorregut cronològic de la revista, des de la seva aparició el 17 de març de 1917 fins al l'última època, publicada per Ediciones B entre 1988 i 1998. Un segon bloc fou dedicat a les sèries més populars de la revista com Els grans invents del TBO, La família Ulisses, Eustaquio Morcillón y Babali, Josechu el vasco o Altamiro de la cueva. El tercer bloc mostrà destacats autors de la revista, com Opisso, Benejam, Josep Coll, Arturo Moreno, Sabatés o Urda. Finalment, un quart bloc fou íntegrament dedicat a l'obra de Josep Maria Blanco, autor de referència del TBO i guanyador del Gran Premi del Saló en l'anterior edició. L'apartat posà èmfasis a les obres de Blanco publicades al TBO, com La familia Ulises a partir de 1968, o la sèrie Los Kakikus.

- Còmics en vol. Exposició dedicada a la presència d'avions i aviadors en el còmic. La mostra comptà amb un helicòpter, una avioneta i diversos avions pertanyents a diferents èpoques. Uns grans plafons il·lustrats amb vinyetes contextualitzaven els avions amb els còmics de temàtica aeronàutica. Entre les nombroses il·lustracions, hi havia vinyetes de títols com les sèries francobelges Les aventures de Tanguy et Laverdure (Charlier, Uderzo i Jijé), Les Aventures de Buck Danny (Charlier i Victor Hubinon) i Natacha (François Walthéry), les sèries americanes The First Flight of the Phantom Eagle (Garth Ennis i Howard Chaykin) i Night Witches (Garth Ennis i Russ Braun), els còmics italians Saint-Exupéry - L'ultimo volo (Hugo Pratt) i No pasarán (Vittorio Giardino), el manga autobiogràfic Pies descalzos. Una historia de Hiroshima (Keijo Nakazawa), l'anime Porco Rosso (Hayao Miyazaki) i la sèrie argentina As de Pique (Ricardo Barreiro i Juan Giménez). Tampoc hi van faltar il·lustracions pertanyents a sèries francobelgues més recents, com Le Pilote à l'Edelweiss (Romain Hugault), Angel Wing (Romain Hugault), Dent d'ours (Alain Henriet), totes elles amb guió de Yann.

A nivell espanyol, la mostra incloïa il·lustracions de Los Ángeles de acero (Víctor Mora i Víctor de la Fuente), Cuto, héroe de aire: El pájaro azul (Jesús Blasco), Lilian, azafata del aire (Ricardo Acedo, Badía i M. G. Esteban), Hazañas Bélicas (Boixcar), Euskadi en llamas (Antonio Hernández Palacios), 36-39. Malos tiempos (Carlos Giménez), La Guerra Civil Española (Paul Preston i José Pablo García) i Las aventuras de Miquel Mena (Pablo Herranz i José Luis Povo), entre d'altres. L'exposició fou comissariada per Jordi Ojeda i Carles Santamaría
L'exposició va comptar amb la participació de l'Associació Catalana de Col·leccionistes d'Uniformes Històrics (ACCUH), presents en dues mostres d'avions. Els seus membres anaven uniformats de soldats americans de la Segona Guerra Mundial i custodiaven el bombarder Texan vestits de paracaigudistes i aviadors. També comptaven amb una gran presència de soldats americans i del Vietcong de la guerra de Vietnam, situats al voltant d'un model Ford M151 MUTT i de l'helicòpter Bell UH-1 Iroquois (Huey).

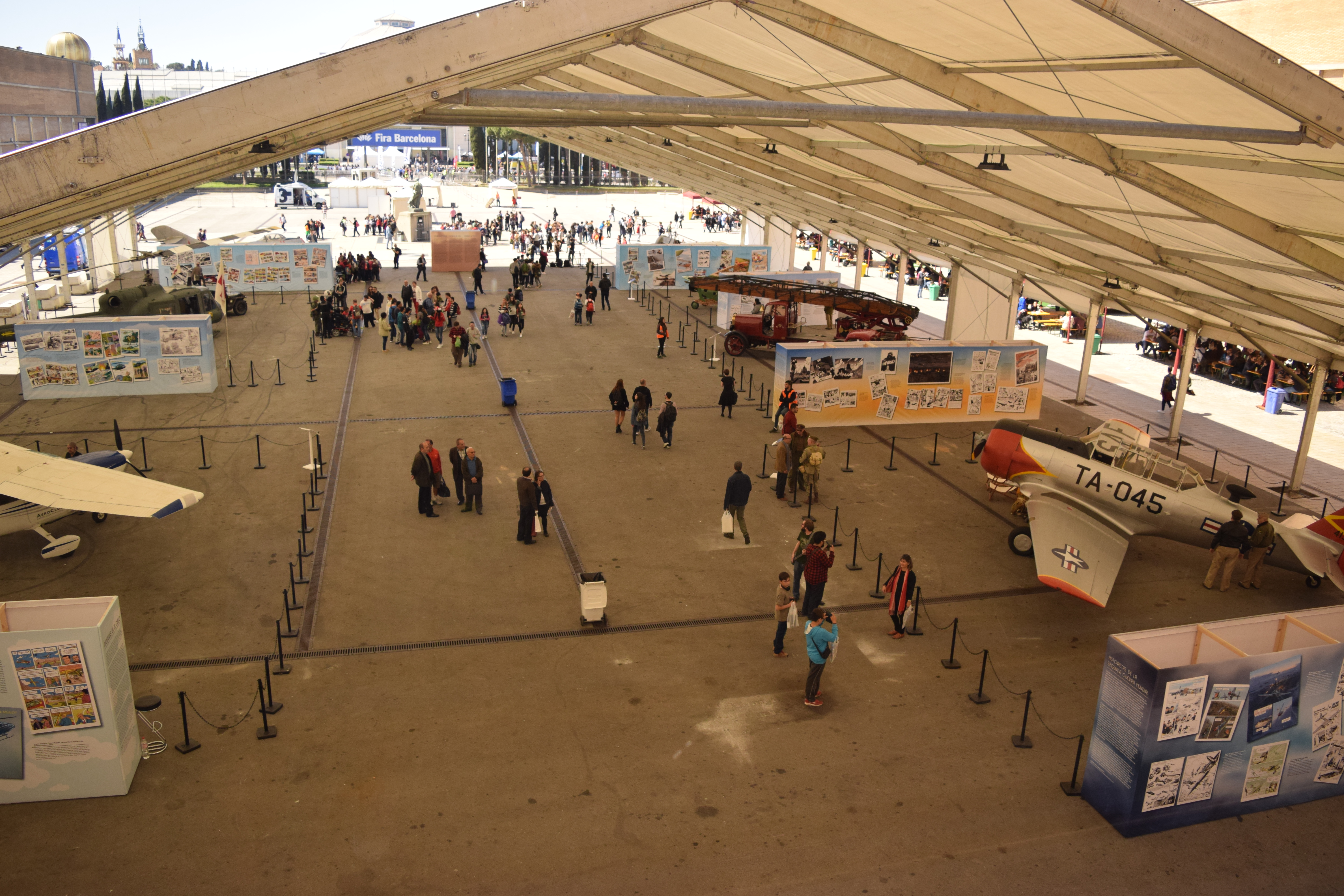
Vista general de l'exposició "Còmics en vol".
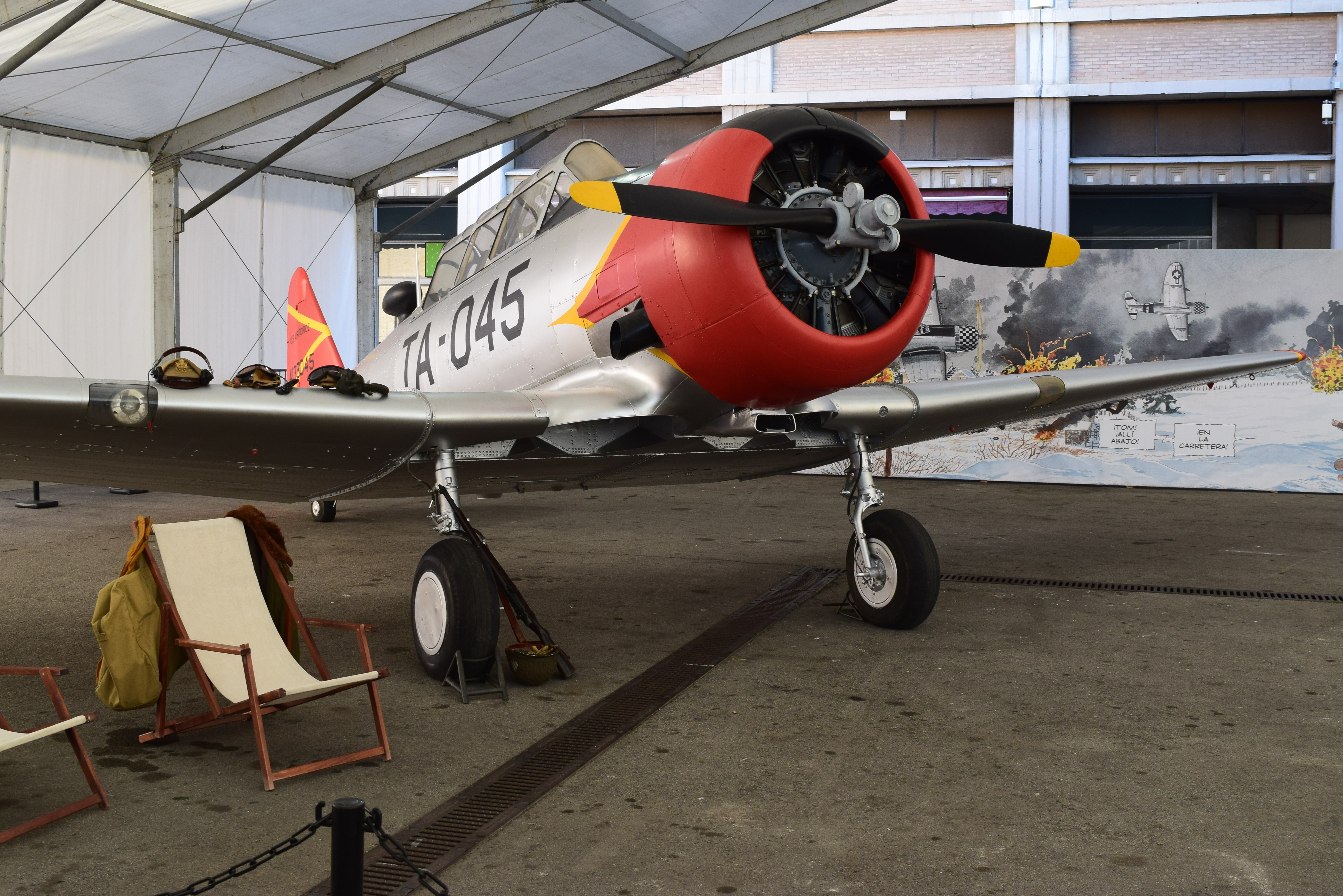
Bombarder "North American Texan T-6G USAF".
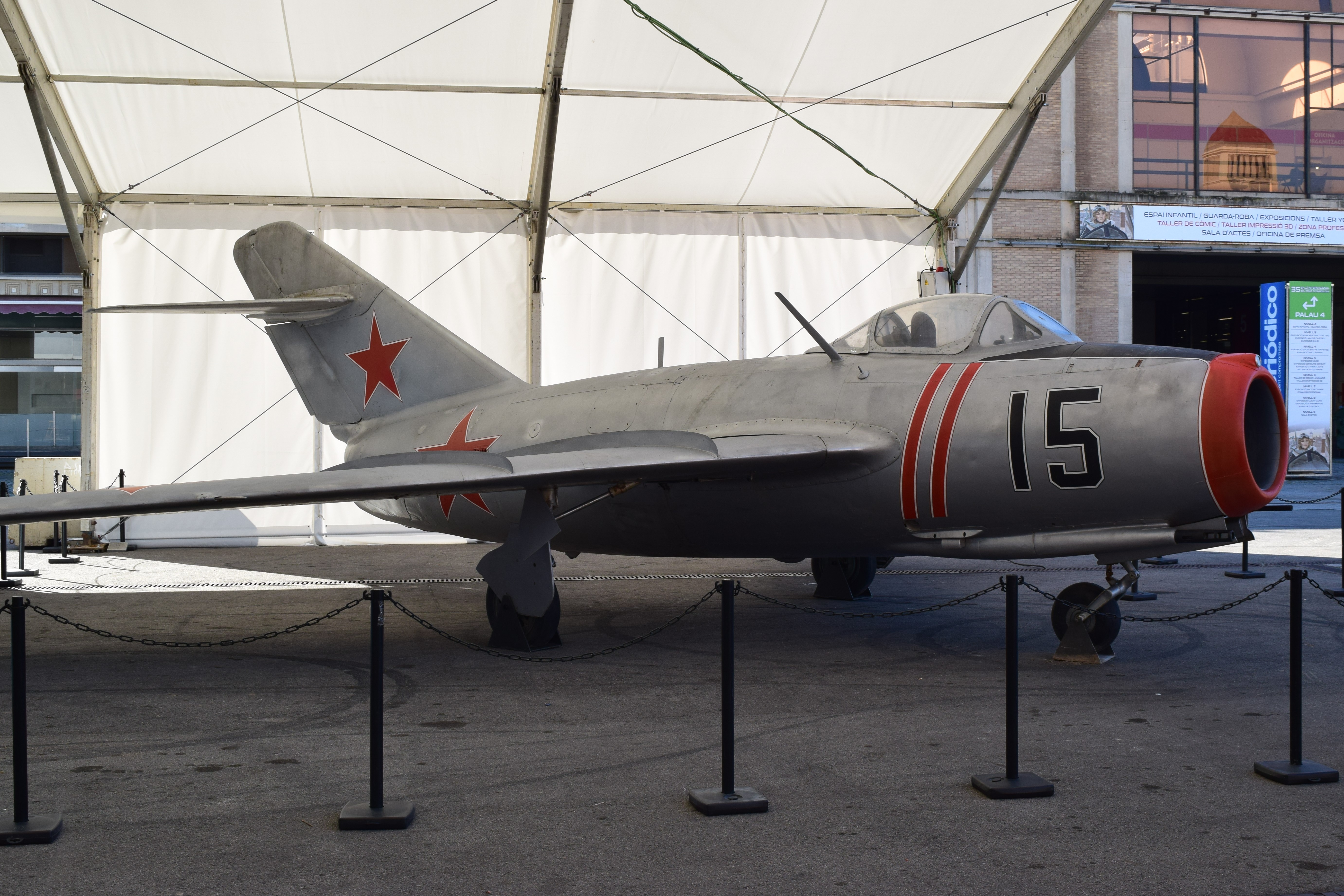
Caça soviètic Mikoyan-Gurievich MiG 15.
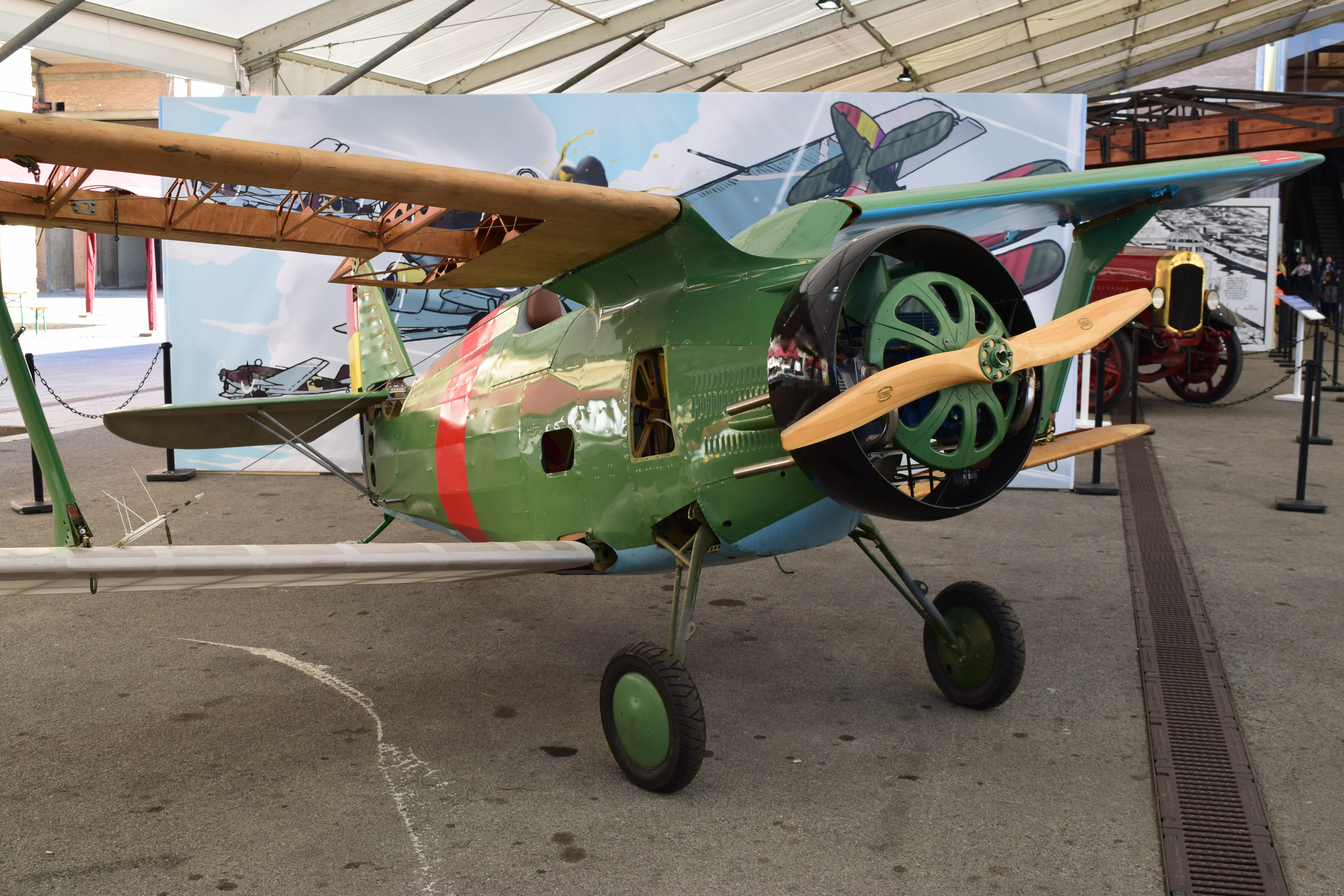
Model d'avió Polikàrpov I-15.
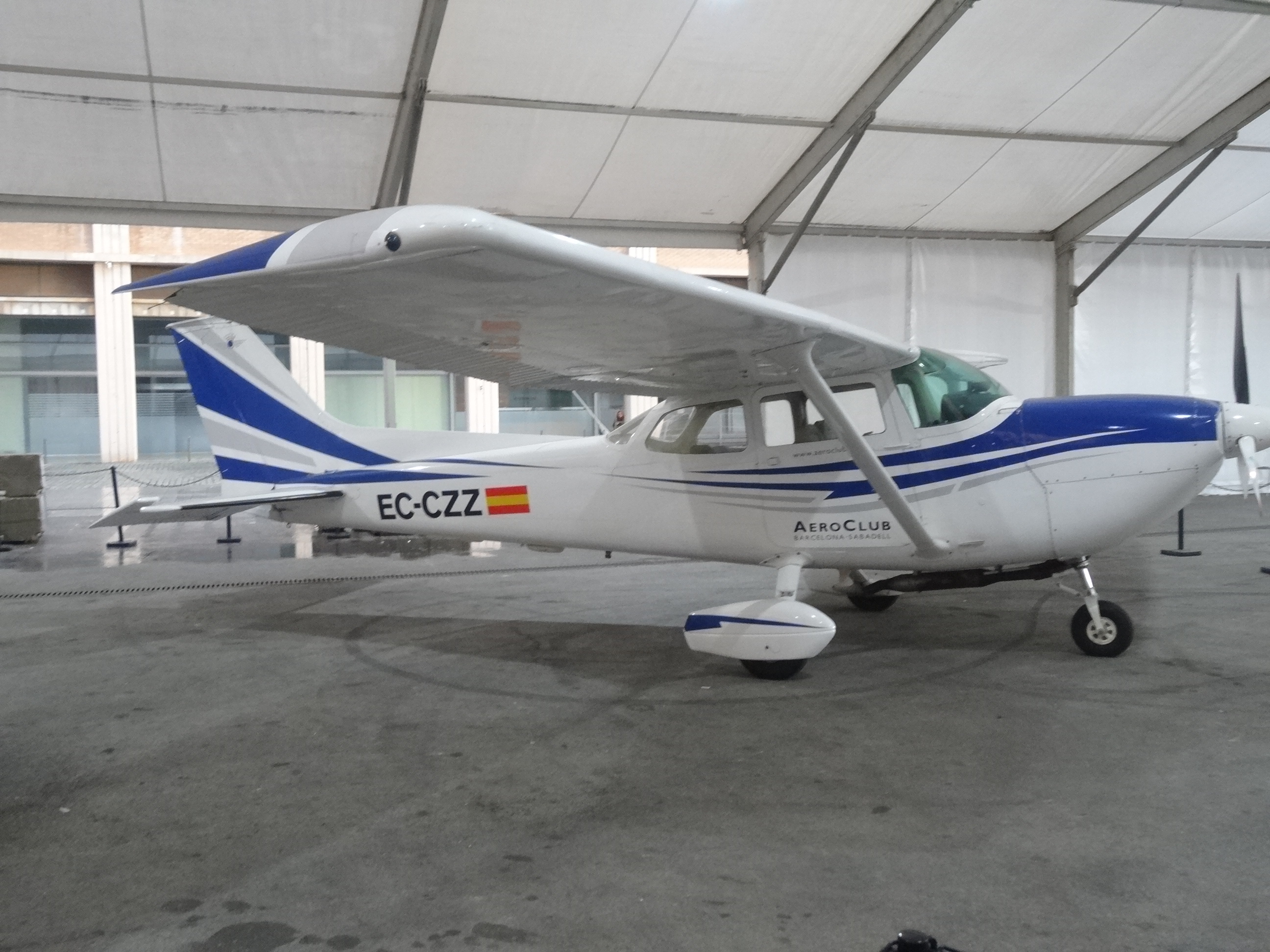
Avioneta "Cessna 172FRJ".
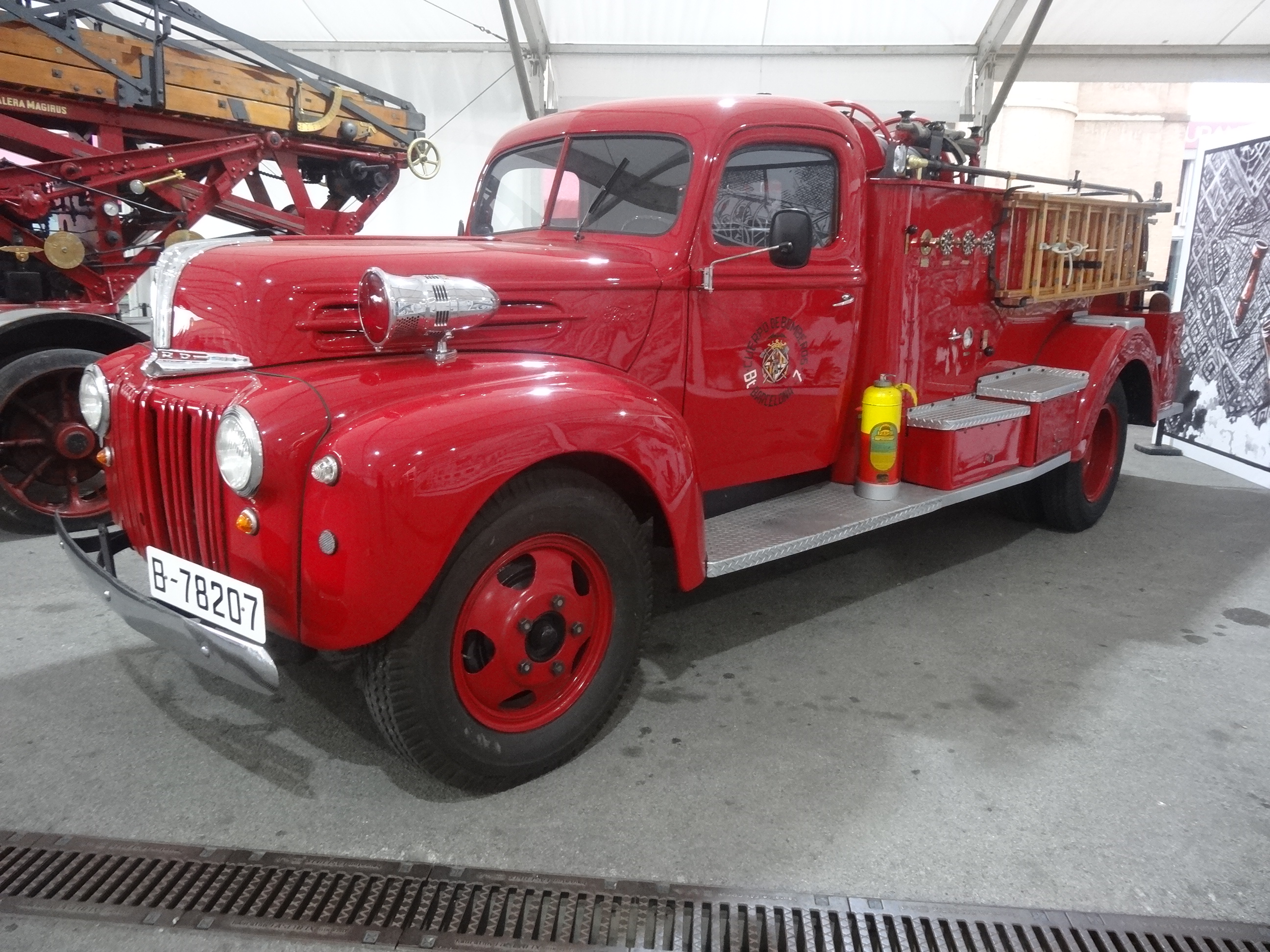
Camió de bombers Ford V8, anagrama Bt-7.
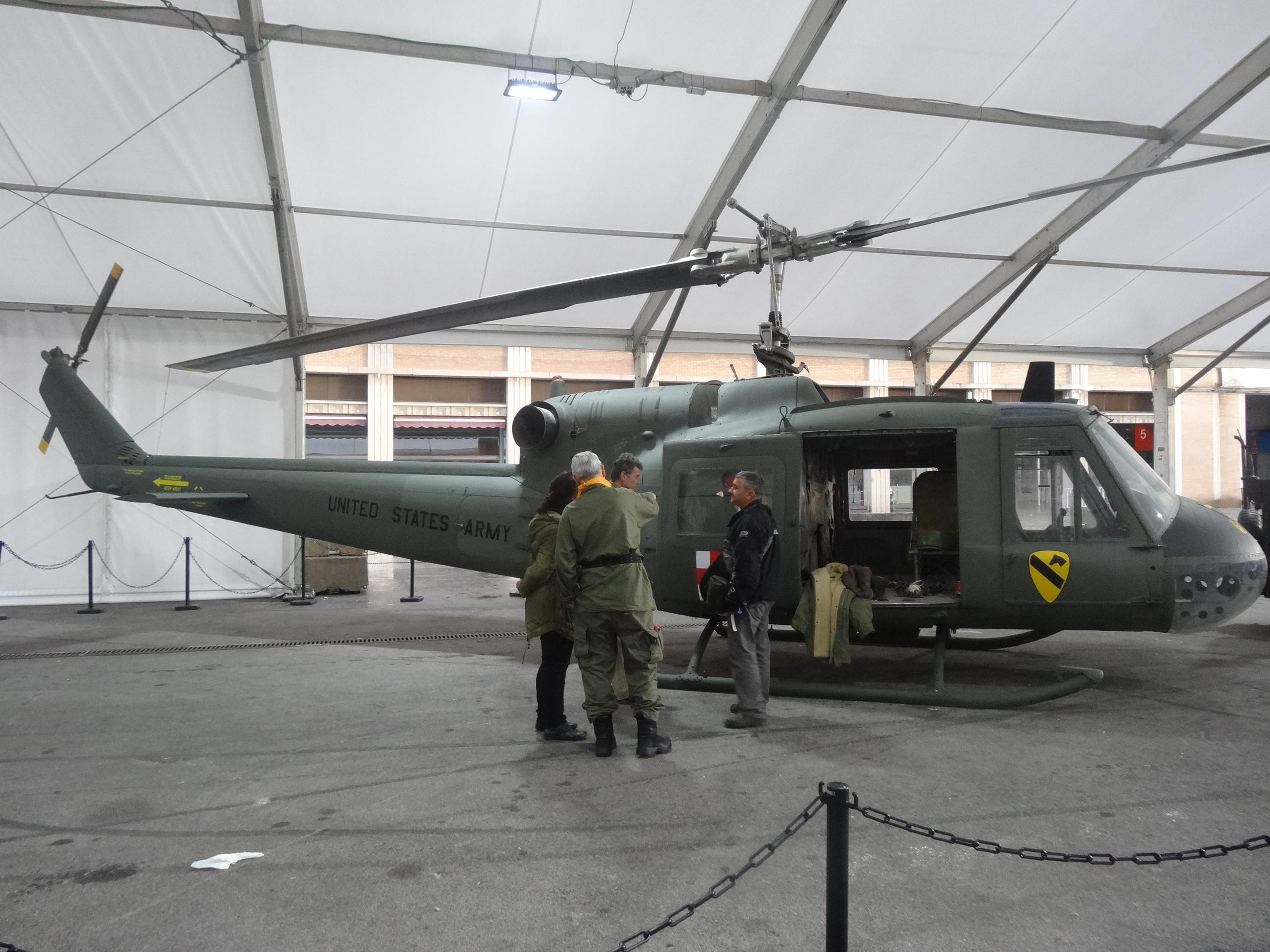
Helicòpter Bell UH-1 Iroquois, conegut com "Huey".

- Will Eisner, el creador de la novel·la gràfica. Exposició antològica dedicada a Will Eisner, amb motiu del centenari del seu naixement el 6 de març. L'exposició va estar dividida en quatre apartats. El primer fou dedicat als treballs inicials d'Eisner en la premsa diària, destacant la sèrie The Spirit. La segona va estar dedicada a la seva trajectòria en l'àmbit de la publicitat i pedagògic, amb obres com Graphic Storytelling and Visual Narrative (1996). El tercer apartat, el més extens, va estar dedicat a les novel·les gràfiques d'Eisner, amb obres com The Dreamer (1986), The Building (1987) o Dropsie Avenue (1995). El darrer apartat estava format per il·lustracions de diversos autors nacionals inspirades en The Spirit i l'obra d'Eisner.

- Superherois fora de control. Exposició que va fer un repàs a alguns dels personatges de còmic més carismàtics i que viuen molt al límit de la llei o l'ultrapassen. La mostra comptà amb 25 personatges, entre ells Hulk, Harley Quinn, Deadpool, Judge Dredd o Lobo.

- Fanhunter: el futur està en joc. Exposició dedicada al còmic de Cels Piñol, nascuda en un fanzine i gran triomfadora als jocs de taula.

- Retratant a Donald Trump. Exposició que va recopilar diverses vinyetes satíriques, còmics i acudits d'arreu del món sobre el president americà Donald Trump. La mostra va incloure il·lustracions de Forges (El País), Manel Fontdevila (ElDiario.es), Ferreres (El Periódico) o Gallego & Rey (El Mundo). A nivell internacional, s'hi podien veure il·lustracions d'humoristes com Patrick Chappatte (The New York Times), Ann Telnaes (The Washington Post), Angel Boligan (El Universal, de Mèxic) i dibuixants d'altres revistes d'arreu del món com Charlie Hebdo. L'exposició fou comissariada per l'humorista gràfic català Kap.

- Els horitzons il·limitats de Milton Caniff. Exposició antològica sobre l'obra de l'autor americà Milton Caniff (1907-1988). Va comptar amb 90 originals de l'autor, pertanyets a les seves tres sèries més populars: Terry and the Pirates, Male Call i Steve Canyon. La mostra també va incloure algunes tires de Scorchy Smith de l'autor Noel Sickles, amic de Caniff. Exposició comissariada pel galerista francès Bernard Mahé.

- A l'Oest, més cap a l'Oest!. Mostra dedicada als viatges de Tintín, que fou un recorregut per la geografia dels cinc continents que recorre Tintín al llarg de les seves aventures, amb un vol a la Lluna inclòs. Exposició organitzada en col·laboració amb l'Associació 1001.

- Li deien Lucky Luke. Mostra dedicada a Lucky Luke, el famós vaquer creat per Morris el 1946. L'exposició va recrear un característic poblat de l'oest dels còmics de Lucky Luke, amb reproduccions dels germans Dalton i els personatges més coneguts del còmic de Morris.

### Exposicions dels premis del Saló de 2016
- Gaudí entre vinyetes. Exposició dedicada al còmic El fantasma de Gaudí (El Torres i Jesús Alonso Iglesias), proclamada millor obra del Saló de 2016. L'exposició fou un repàs a l'obra arquitectònica d'Antoni Gaudí mitjançant les vinyetes del còmic.

- Javi de Castro. Exposició dedicada a l'autor revelació de 2016, que fou Javi de Castro amb La última aventura. A més de La Última Aventura, l'exposició va fer un recorregut a l'obra de Castro, incloent còmics com Agustín, Mientras Tanto, Sandía para cenar o Que no, que no me muero.

- Nimio. Exposició dedicada al millor fanzine del 2016, guardó atorgat al fanzine valencià Nimio.

- L'art del món mirall de Ekhö. Exposició dedicada al còmic Ekhö, guanyador del premi a la millor obra per votació popular. Exposició comissariada per Jordi Ojeda.

## Palmarès

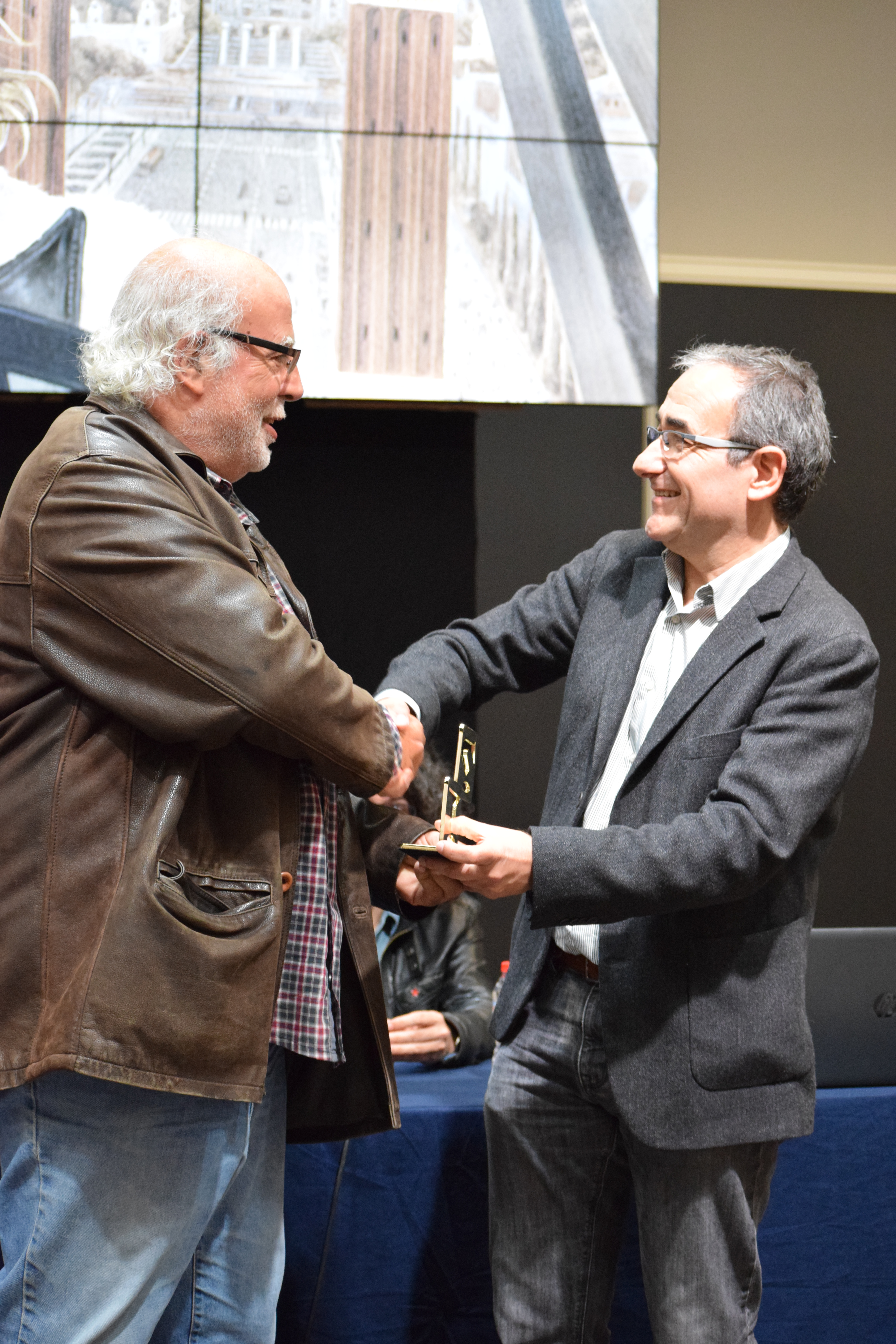
Patrici Tixis entrega el Gran Premi del Saló a Josep Maria Martín Saurí.

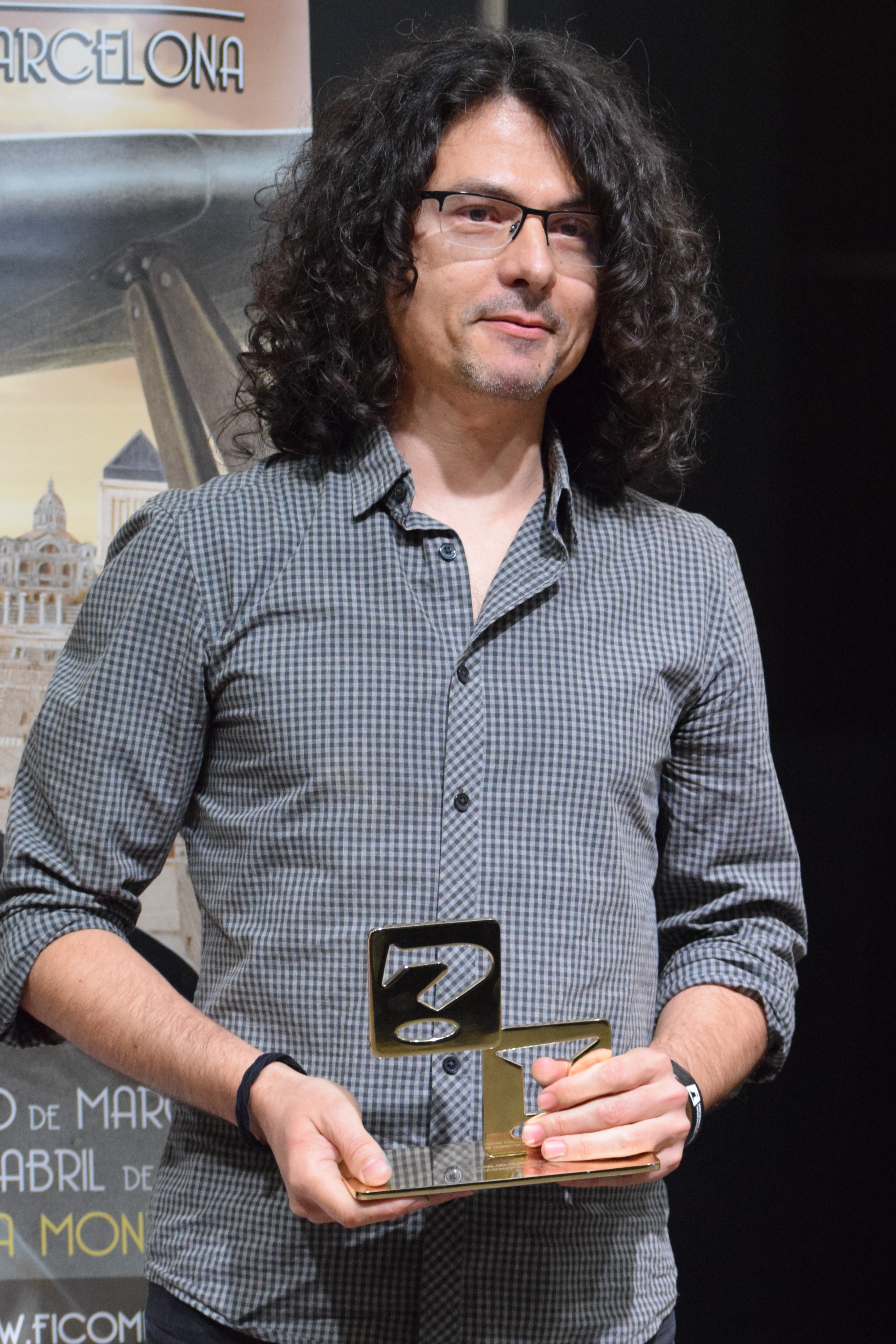
Jaime Martín, guanyador de la Millor obra.

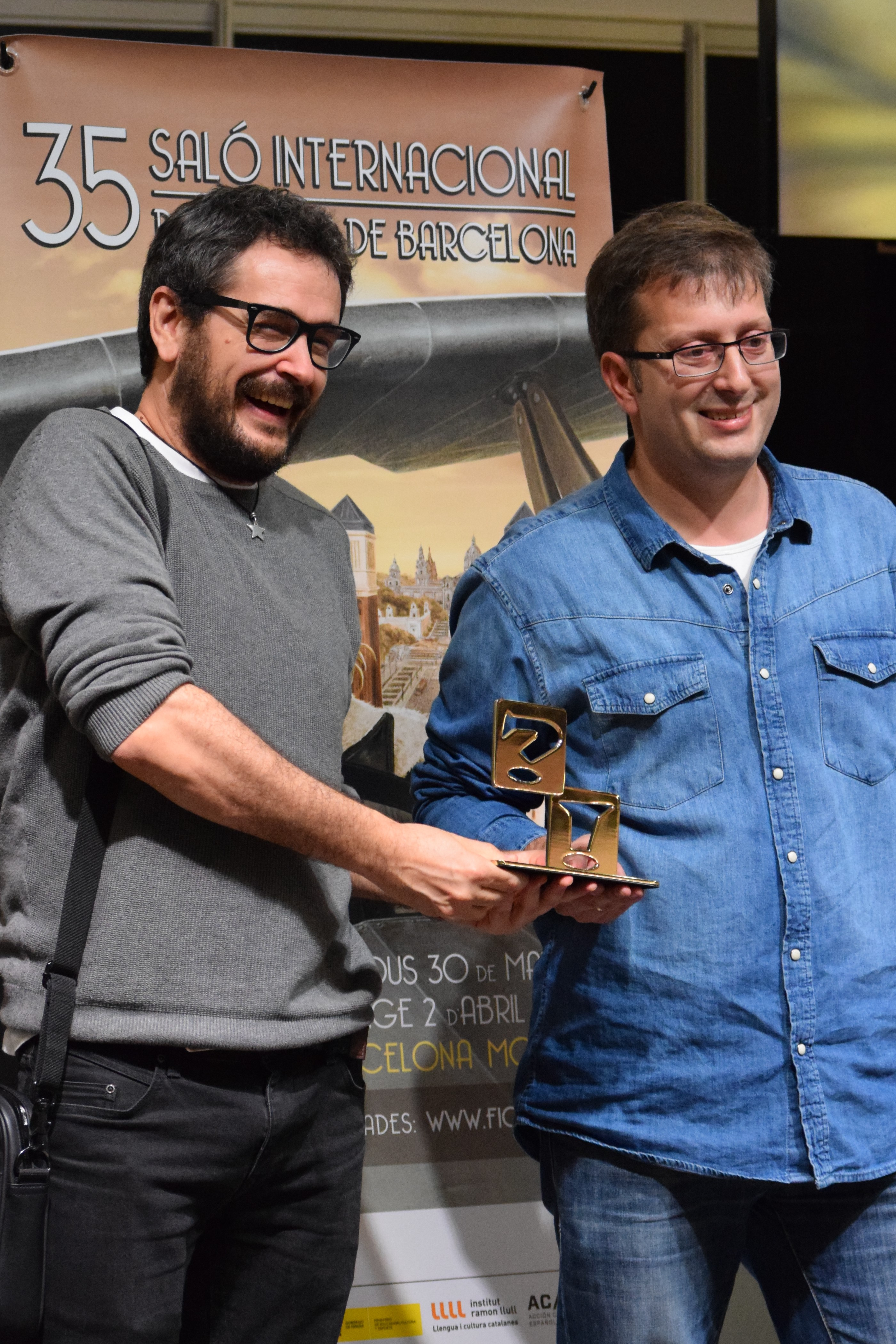
Els autors de Fantasy West, guanyadors del Premi del Públic.

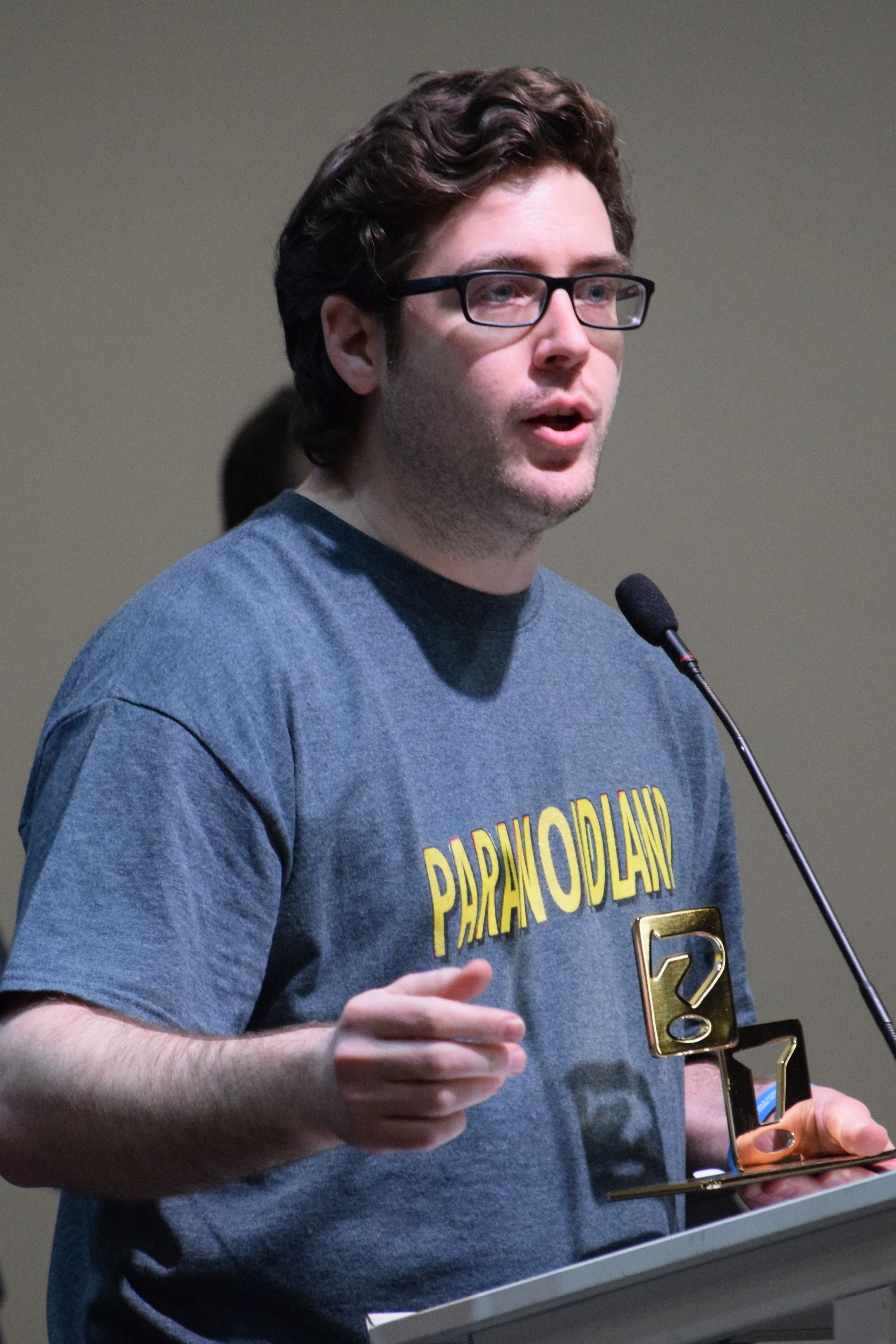
Bouman de Paranoidland, guanyador del premi al Millor fanzine.

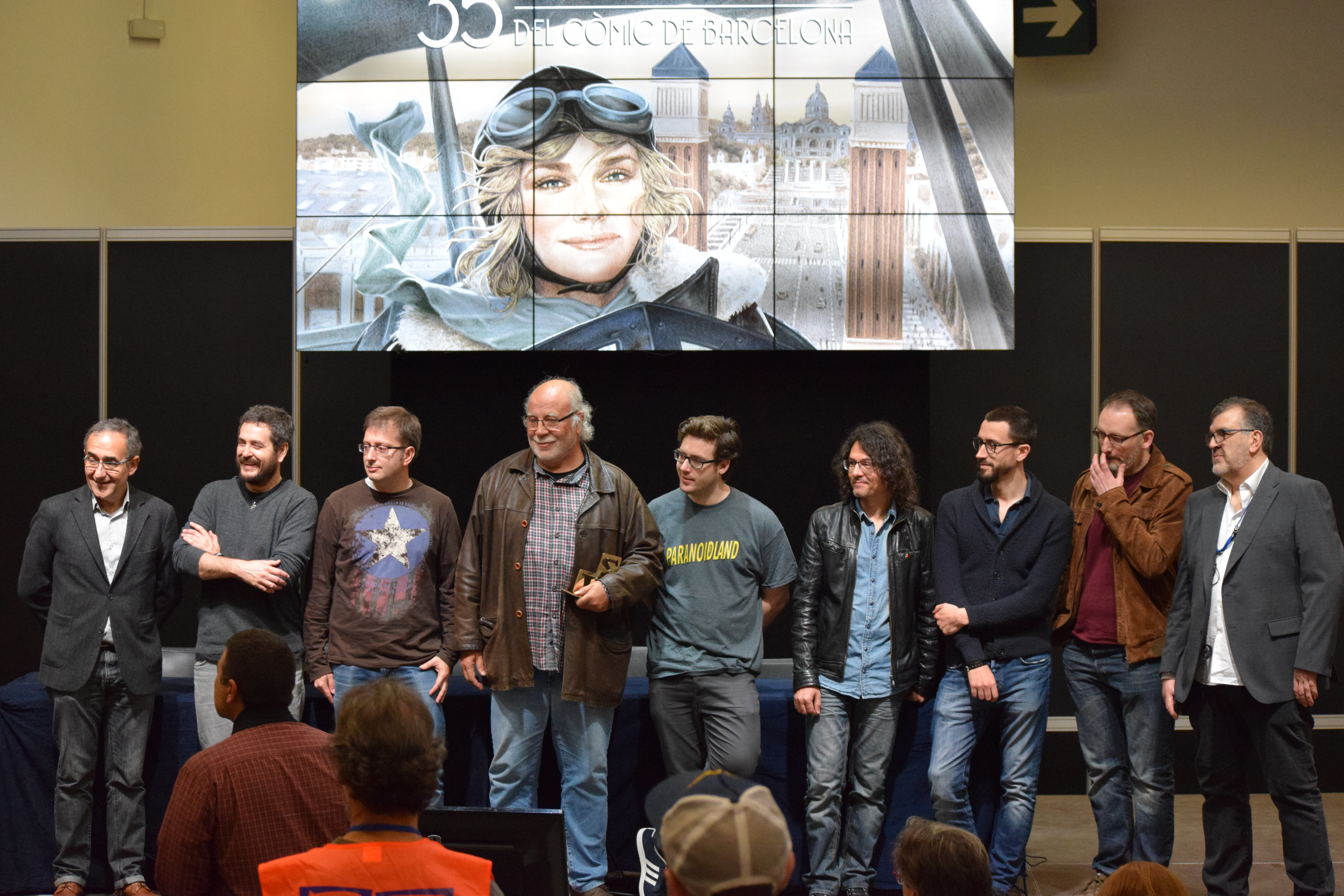
Foto de família de tots els guanyadors de 2017 acompanyats Patrici Tixis i Carles Santamaría.

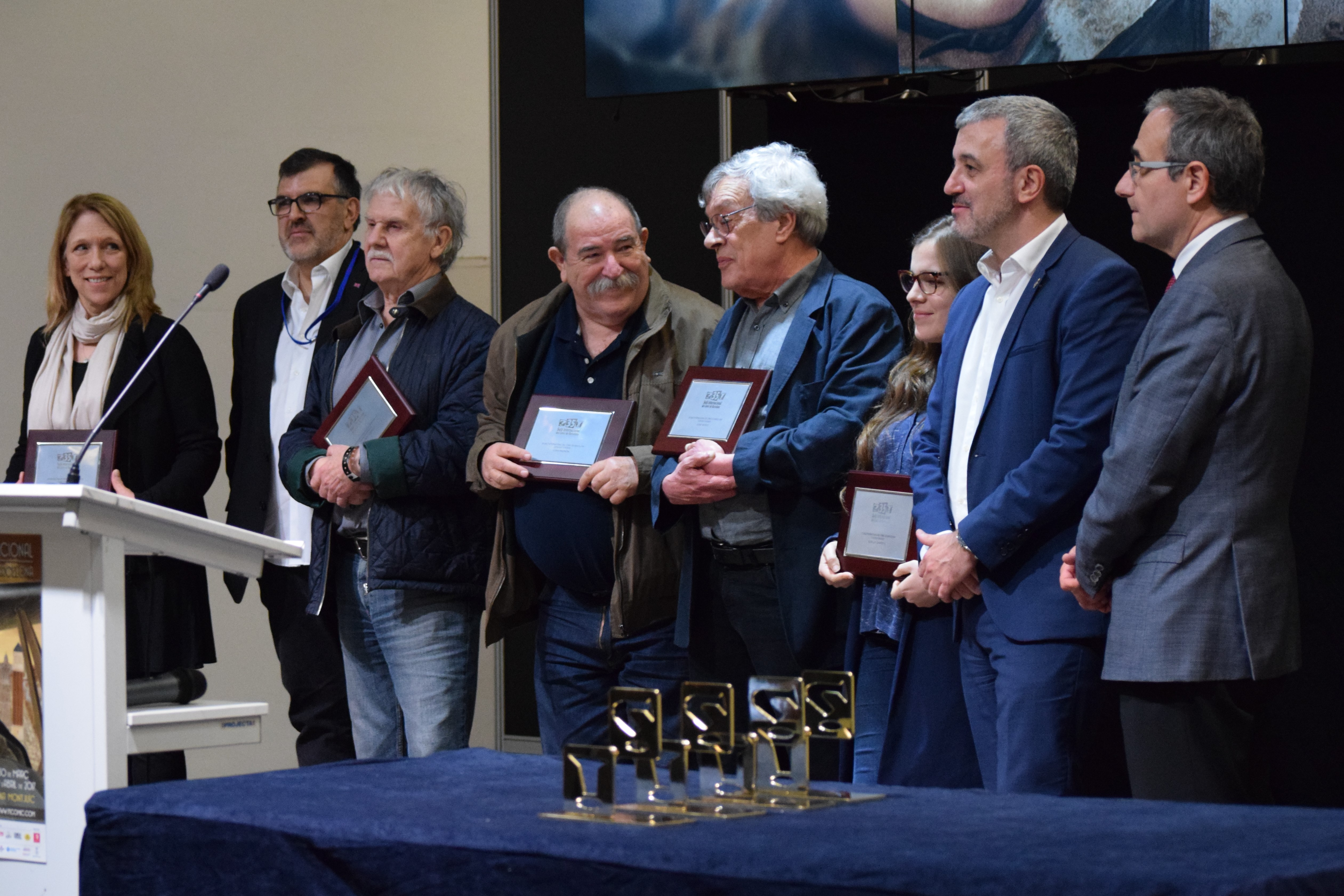
Foto de grup de tots els premis honorífics.

### Gran Premi del Saló
El Gran Premi del Saló, en reconeixement d'un autor espanyol viu amb una trajectòria professional d'almenys 25 anys, fou escollit per votació directa dels professionals, sense haver-hi nominacions. Va tenir una dotació econòmica de 10.000 euros.
- Josep Maria Martín Saurí[5]

L'autor va recollir el premi l'endemà, ja que, a causa d'un malentès, no va fer acte de presència en la cerimònia d'entrega dels premis celebrada el divendres al vespre.

### Millor obra
Premi amb una dotació econòmica de 10.000 euros.
| Títol                | Autor                         | Editorial       |
| -------------------- | ----------------------------- | --------------- |
| Avery's Blues        | Núria Tamarit Angux           | Dibbuks         |
| Como viaja el agua   | Juan Díaz Canales             | Astiberri       |
| El ala rota          | Antonio Altarriba Kim         | Norma           |
| El boxeador          | Manolo Carot Rubén del Rincón | La Cúpula       |
| Gran Hotel Abismo    | David Rubín Marcos Prior      | Astiberri       |
| Intemperie           | Javi Rey                      | Planeta Cómic   |
| Jamás tendré 20 años | Jaime Martín                  | Norma editorial |
| Lamia                | Rayco Pulido                  | Astiberri       |
| Materia              | Antonio Hitos                 | Astiberri       |
| Presas fáciles       | Miguelanxo Prado              | Norma           |

### Millor obra estrangera
Premi sense dotació econòmica
| Títol                               | Títol original                   | Autor                                  | Editorial          | País         |
| Cuadernos japoneses                 | Quaderni giapponesi              | Igort                                  | Salamandra Graphic | Itàlia       |
| El Olor de los Muchachos Voraces    | L'Odeur des garçons affamés      | Loo Hui Phang Frederik Peeters         | Astiberri          | França       |
| Escapar. Historia de un rehén       | S'enfuir, récit d'un otage       | Guy Delisle                            | Astiberri          | França       |
| Intrusos                            | Killing and Dying                | Adrian Tomine                          | Roca               | Estats Units |
| La Favorita                         | La Favorite                      | Matthias Lehmann                       | La Cúpula          | França       |
| La luna al revés                    | Lune l'envers                    | Blutch                                 | Norma              | França       |
| La Visión                           | The Vision                       | Gabriel Hernandez Walta Tom King       | Panini Comics      | Estats Units |
| Lastman 6                           | Lastman 6                        | Bastien Vivès Balak Michael Sanlaville | Diábolo            | França       |
| María lloró sobre los pies de Jesús | Mary Wept Over the Feet of Jesus | Chester Brown                          | La Cúpula          | Canadà       |
| Paciencia                           | Patience                         | Daniel Clowes                          | Fulgencio Pimentel | Estats Units |
| Paper Girls                         | Paper Girls                      | Brian K. Vaughan Cliff Chiang          | Planeta Comic      | Estats Units |

### Autor revelació
Premi dotat amb 3.000 euros i patrocinat per la Fundació Divina Pastora.
| Autor             | Títol                                           | Editorial        |
| ----------------- | ----------------------------------------------- | ---------------- |
| Angux             | Avery's Blues                                   | Dibbuks          |
| Conxita Herrero   | Gran bola de helado                             | Apa Apa Comics   |
| Javi Rey          | Intemperie                                      | Planeta Comics   |
| Lorenzo Montatore | La Muerte Y Román Tesoro (La mansión en llamas) | Dehavilland      |
| Víctor Puchalski  | Kann: And the heavymetalords                    | Autsaider Còmics |
| Víctor Puchalski  | Enter the Kann                                  | Autsaider Còmics |

Després de fer el seu parlament, l'autor revelació Javi Rey va donar pas a Conxita Herrero, la qual va pujar al podi trencant el protocol de l'acte d'entrega dels guardons i va pronunciar un discurs en el qual va fer referència a la passada polèmica sexista al Festival del Còmic d'Angulema i va criticar l'escassa presència de dones a les nominacions dels premis del Saló.

### Millor fanzine
Premi amb una dotació econòmica de 1.500 euros.
| Títol                        |
| ---------------------------- |
| Fanzipote                    |
| La máquina de las albóndigas |
| Los Diletantes               |
| Paranoidland                 |
| Zocalo                       |

### Premi del Públic
Entre el dilluns 27 de febrer i el dimarts 21 de març el públic va poder escollir directament el Millor Còmic publicat a Espanya el 2016, tant d'autor estranger com d'autor espanyol, a través de la pàgina web de Ficomic. Aquest premi per votació popular no té dotació econòmica.
- Fantasy West, de Carlos Díaz Correia i Jacobo Márquez.

### Premis honorífics
Els premis honorífics no tenen dotació econòmica. Foren entregats als següents autors:
- Hermann
- José Muñoz
- Juan Padrón
- Carlos Sampayo (no va poder assistir personalment al Saló i la seva filla es va encarregar de recollir el premi).
- Liza Donnelly

## Convidats
Llista completa dels invitats internacionals
Alexa Fox, Bill Bailey, Bruno Gazzotti, Bryan Talbot, Cédric Illand, Daniel Ketchum, Dave Gibbons, Eric Maltaite, Gene Ha, Gina Wynbrandt, Hermann, José Muñoz, Jill Thompson, Juan Padrón, Kim Jung Gi, Lucas Varela, Liza Donnelly, Mary M. Talbot, Matt Kindt, Mauricio Vicent, Michele Masiero, Miguel Díaz Vizoso, Mitch Gerads, Romain Hugault, Sara Miller i Sole Otero.

## Programa cultural

### Taules rodones i presentacions
| Data                 | Hora           | Acte |
| -------------------- | -------------- | --- |
| Dijous 30 de març    | 13.00-14.00 h. | Acte inaugural del 35è Saló Internacional del Còmic de Barcelona |
| Dijous 30 de març    | 17.00-18.00 h. | Taula rodona: Tots volem un TBO Moderació: Joan Ramon Armadàs Participants: Alfons López Francisco Pérez Navarro Antoni Guiral Javier Pérez Andújar. |
| Dijous 30 de març    | 18.00-19.00 h. | Presentació del reportatge "Superherois mileuristes" del Tria 33 Presentador: Joan Ramon Armadàs Participants: Sònia Sanchez Begoña Garcia Pla |
| Dijous 30 de març    | 19.00-19.30 h. | Presentació del curtmetratge "Hoy me ha Pasado Algo Muy Bestia" Presentador: Joan Ramon Armadàs Participants: Daniel Estorach El Torres Julián López Juan Albarran Marta Blanc,Octavi Pujades Ivan Mulero. |
| Divendres 31 de març | 10.30-11.30 h. | Conferència: Bullying al manga: l'assetjament escolar al Japó a través dels còmics Presentació: Joan Ramon Armadàs Ponent: Oriol Estrada |
| Divendres 31 de març | 11.30-12.30 h. | Conferència: La física dels superherois Presentador: Joan Ramon Armadàs Ponent: Jordi Ojeda |
| Divendres 31 de març | 12.00-13.00 h. | Taula rodona: Narracions gràfiques de l'Habana Presentador: Jaume Vidal Ponent: Juan Padrón, Mauricio Vicent, Carles Santamaría |
| Divendres 31 de març | 13:30-14:00 h. | Conferència: Tribut a Bernie Wrightson Presentador: Joan Ramon Armadàs Ponent: Yesus |
| Divendres 31 de març | 16:00-17:00 h. | Taula rodona: Trobada amb els nominats al Premi del Millor Fanzine Moderador: Joan Ramon Armadàs Participants: Rafa Infante (Fanzipote) Martín Cabo (La máquina de albóndigas) Juan Ros (Los Diletantes) Bouman (Paranoidland) Oskar Blanco García (Zocalo)                                                                                |
| Divendres 31 de març | 17.00-18.00 h. | Taula rodona: Trobada amb els nominats al Premi Autor Revelació Moderació: Joan Ramon Armadàs Participants: Angux Conxita Herrero Javi Rey Lorenzo Montatore Víctor Puchalski. |
| Divendres 31 de març | 18.00-19.00 h. | Taula rodona: Trobada amb els nominats al Premi a la Millor Obra (1) Modera: Joan Ramon Armadàs Participants: Núria Tamarit i Angux (Avery's Blues) Juan Díaz Canales (Como viaja el agua) Antonio Altarriba i Kim (El ala rota) Manolo Carot i Rubén del Rincón (El boxeador) David Rubín i Marcos Prior (Gran Hotel Abismo).             |
| Divendres 31 de març | 19.00-20.00 h. | Taula rodona: Trobada amb els nominats al Premi a la Millor Obra (2) Modera: Joan Ramon Armadàs Partitipants: Javi Rey (Intemperie) Jaime Martín (Jamás tendré 20 años) Rayco Pulido (Lamia) Antonio Hitos (Materia) Miguelanxo Prado (Presas fáciles).                                                                                    |
| Divendres 31 de març | 20.00-20.30 h. | Cerimònia d'entrega dels Premis del 35 Saló Internacional del Còmic de Barcelona |
| Dissabte 1 d'abril   | 11.00-12.00 h. | Taula rodona: El personatge d'Alack Sinner quatre dècades després Moderació: Joan Ramon Armadàs Participants: José Muñoz Antonio Altarriba Ángel de la Calle. |
| Dissabte 1 d'abril   | 12.00-13.00 h. | Trobada amb els guanyadors dels Premis del 35 Saló Internacional del Còmic de Barcelona |
| Dissabte 1 d'abril   | 13.00-14.00 h. | Taula rodona "La revista Patufet durant la Guerra Civil: L'humor gràfic coma teràpia". Presenta: Jordi Ojeda Plàcid Garcia-Planas (director del Memorial Democràtic de la Generalitat de Catalunya) Julià Guillamon (crític literari i comissari de l'exposició "Patufet en guerra. La il·lusió de la normalitat") Ramon Folch i Camarasa. |
| Dissabte 1 d'abril   | 17.30-18.30 h. | Taula rodona: Superherois fora de control Modera: Joan Ramon Armadàs Participants: Salva Espín Mitch Gerards Gene Ha |
| Dissabte 1 d'abril   | 19:30-20:30    | Taula rodona: Pilots de paper Modera: Joan Ramon Armadàs Participants: Carlos Puerta Romain Hugault Jacinto Antón |
| Diumenge 2 de març   | 17:00-18:00 h. | Taula rodona: Barcelona sota les bombes Presentació: Joan Ramon Armadàs Ponents: David Íñiguez (UB) David Gesalí (UB) Organitza: Associació d'Aviadors de la República (ADAR) |
| Diumenge 2 de març   | 18:00-19:00    | Ponència: "Cels Piñol: 25 anys de Fanhunter Dràcula" Presenta Joan Ramon Armadàs Ponent: Cels Piñol |

### Concursos de cosplay
| Data               | Hora     | Acte                                              |
| ------------------ | -------- | ------------------------------------------------- |
| Dissabte 1 d'abril | 16:00 h. | Cosplay de Superherois i Superdolents             |
| Diumenge 2 d'abril | 13:00 h. | concurs de Cosplay de Còmic, animació i videojocs |

## Galeria d'imatges

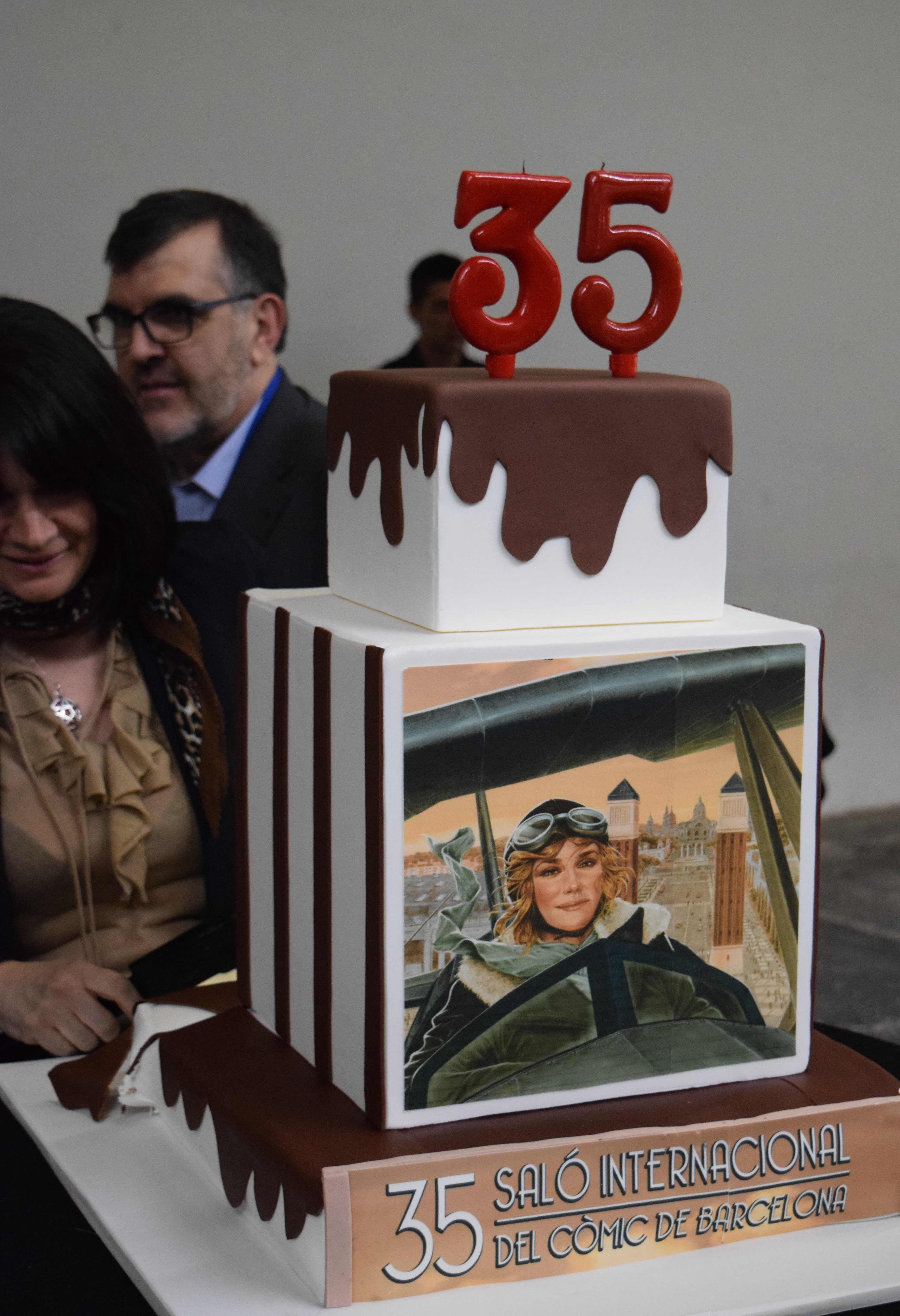
Pastís d'aniversari per celebrar els 35 anys del Saló.
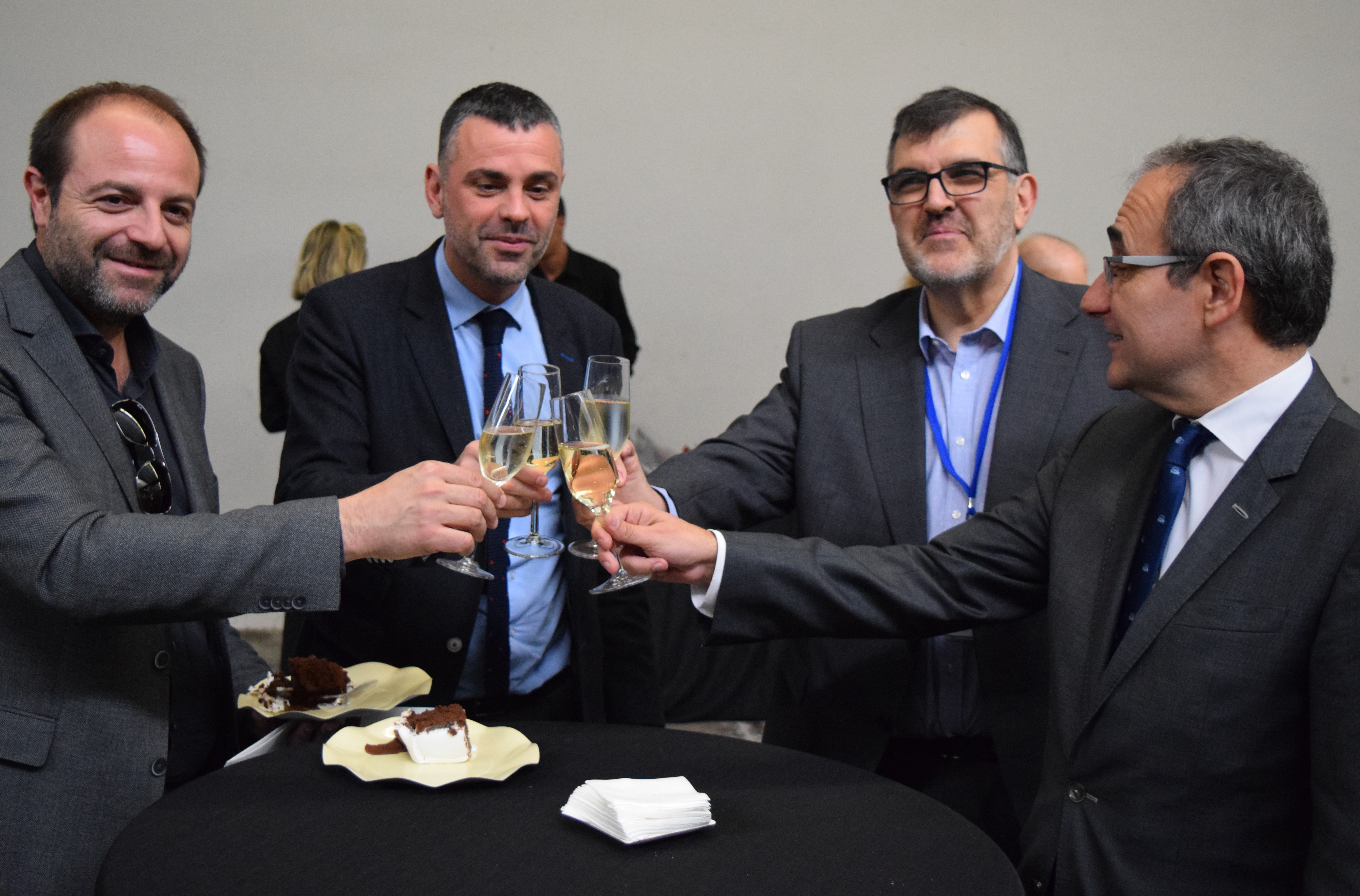
Brindant pel 35è aniversari del Saló.
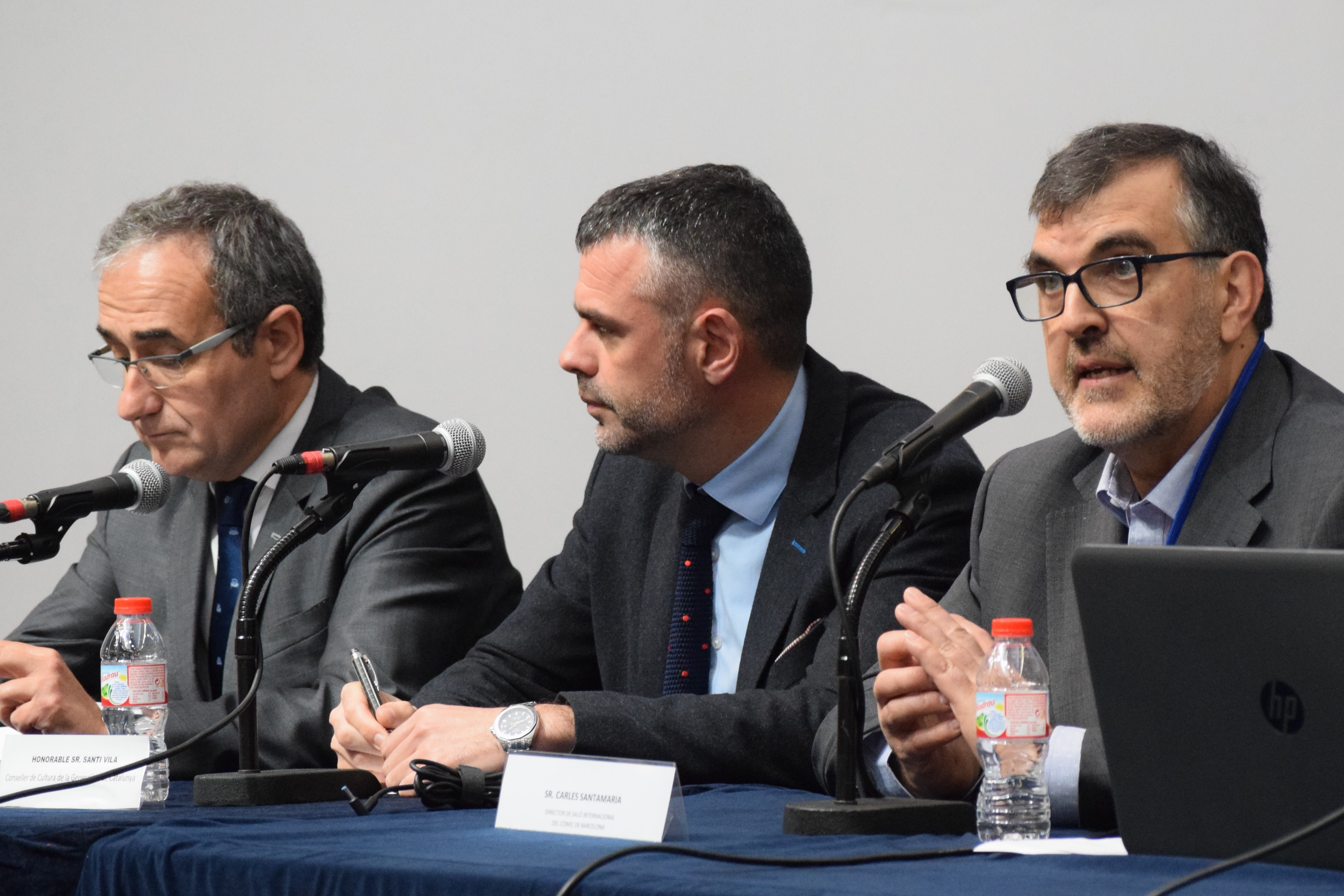
L'acte d'inauguració del Saló.
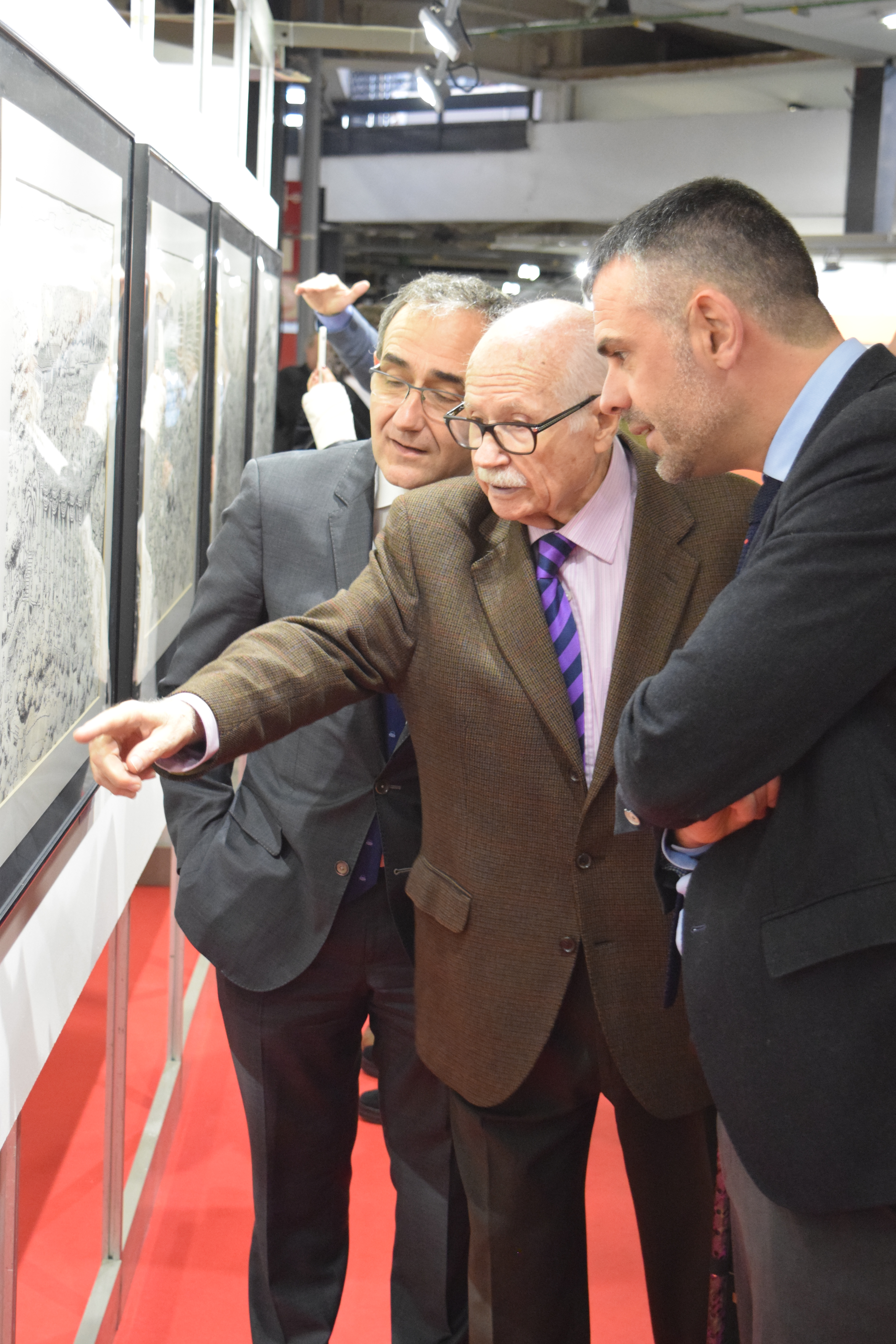
Josep Maria Blanco mostrant l'exposició "Humor Blanco del TBO".
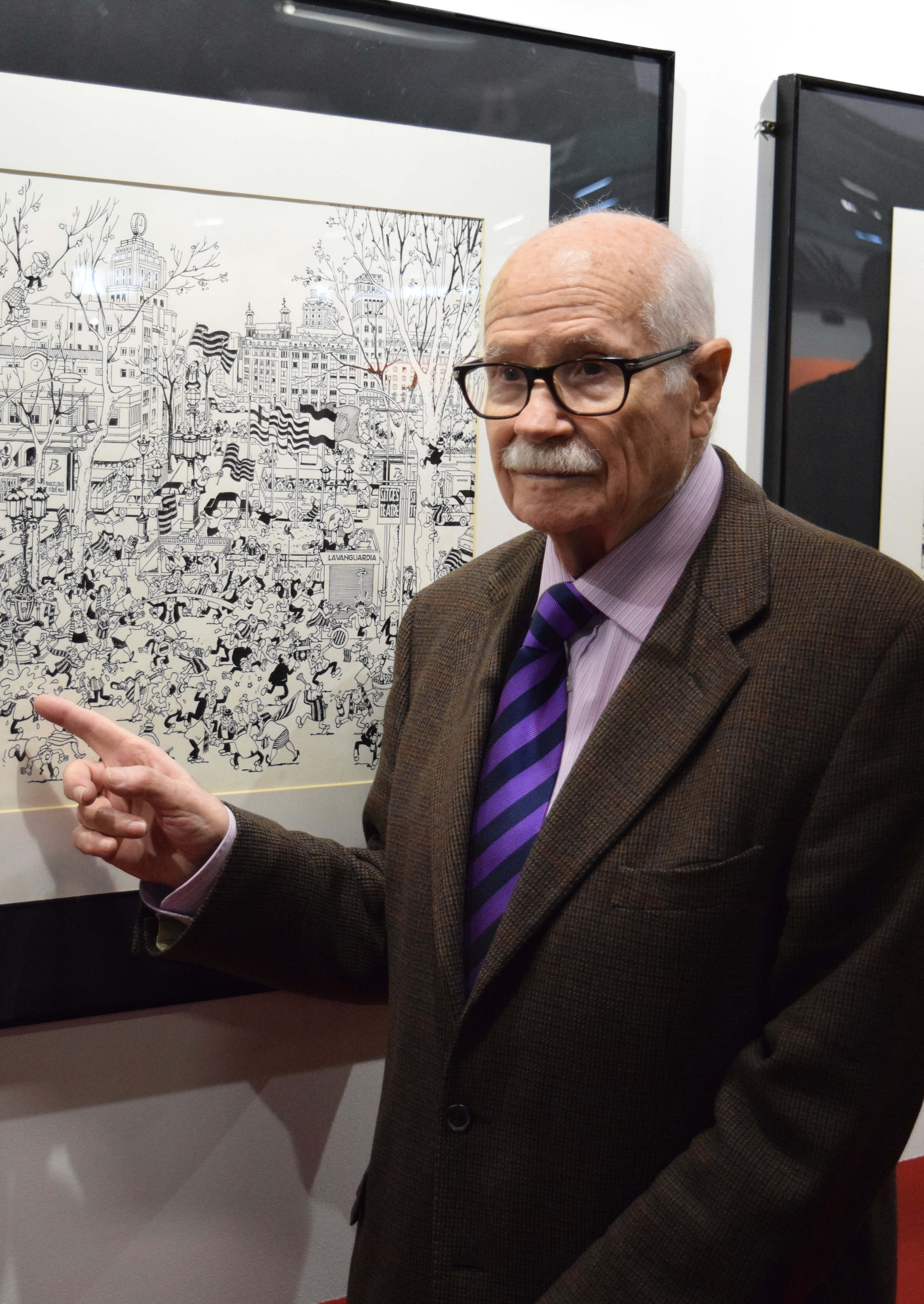
Josep Maria Blanco inaugurant l'exposició sobre el TBO.
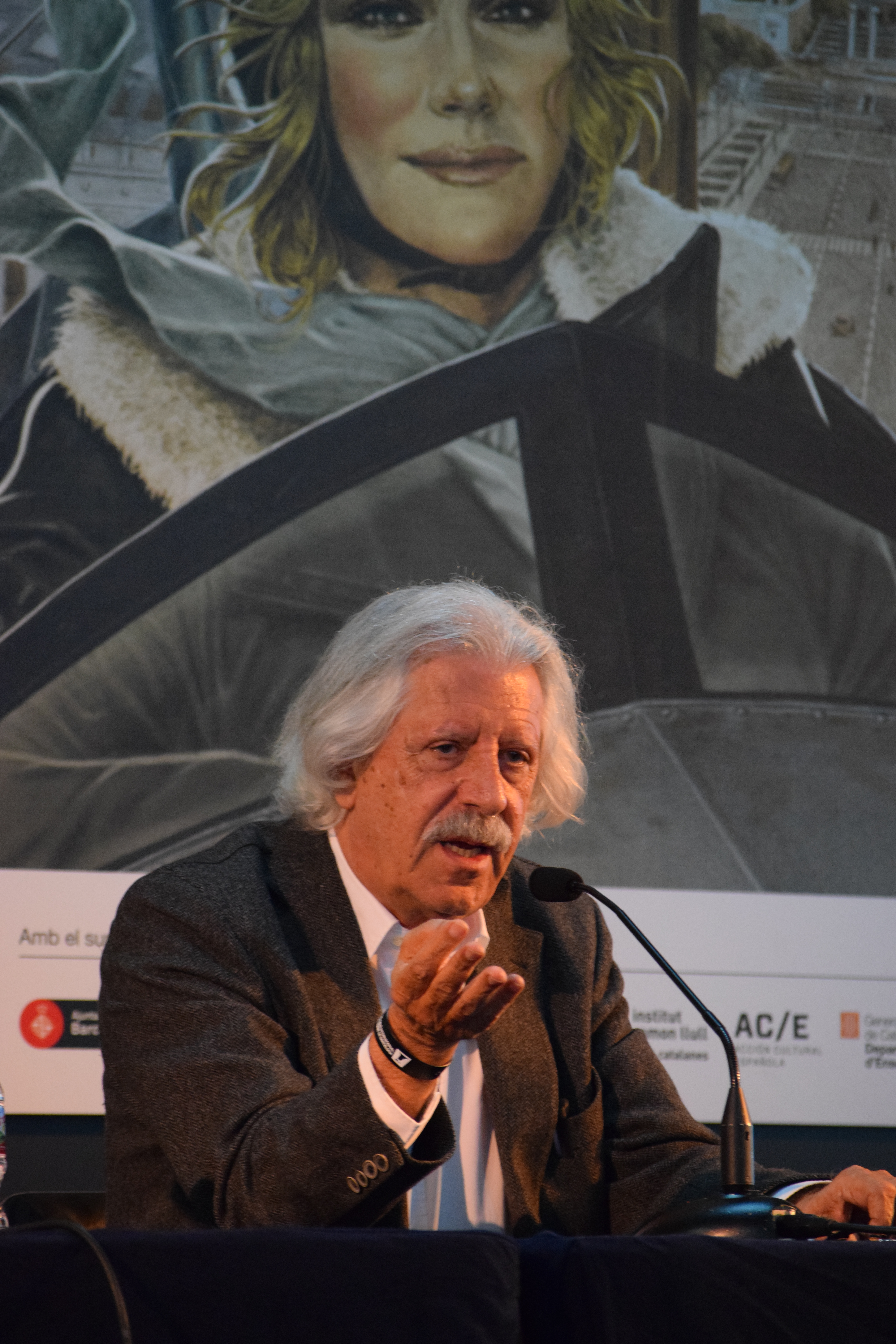
Lluís Juste de Nin presentant Garbo. L'Espia català que enganyà Hitler.
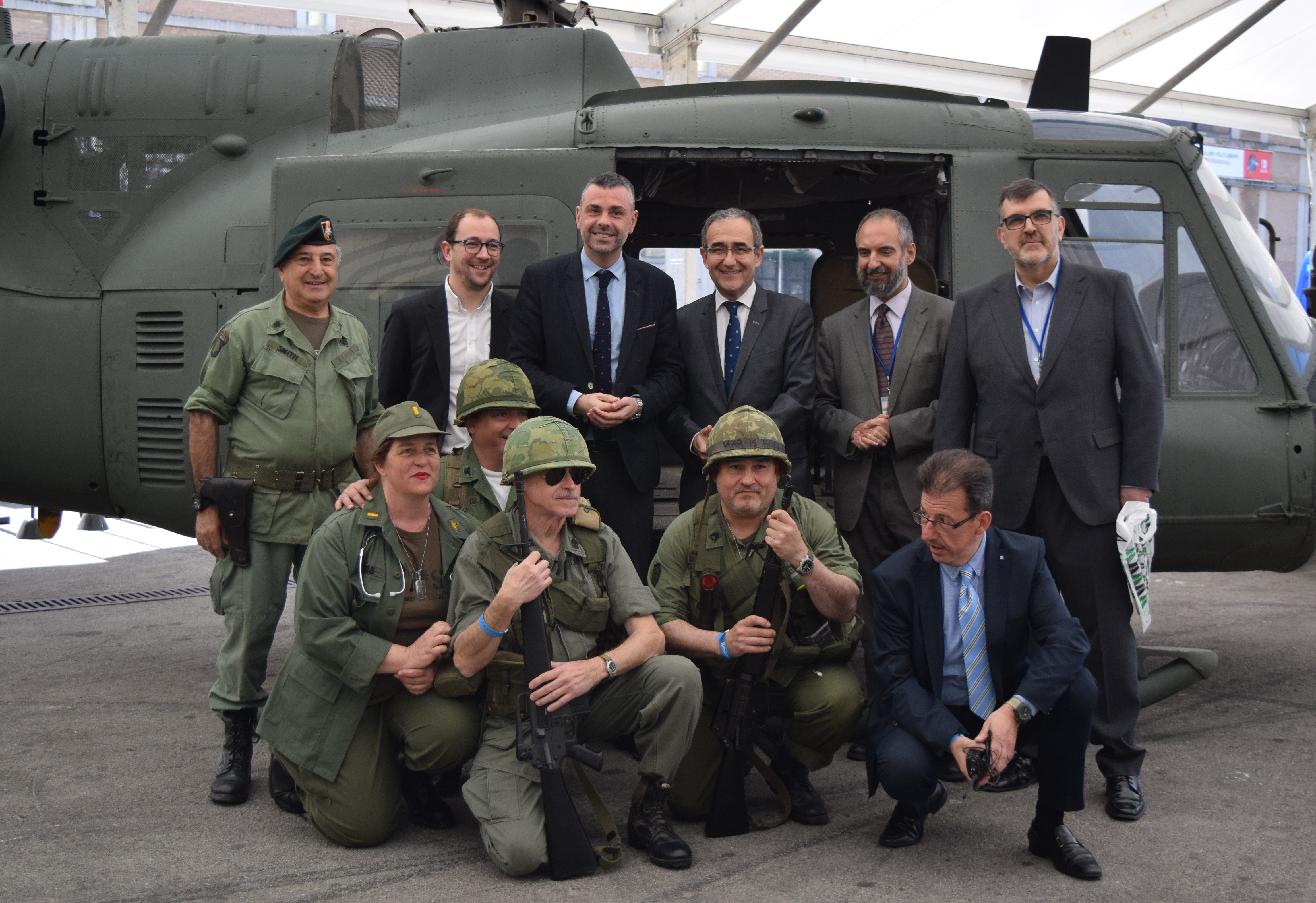
Inauguració de la gran exposició "Còmics en vol".
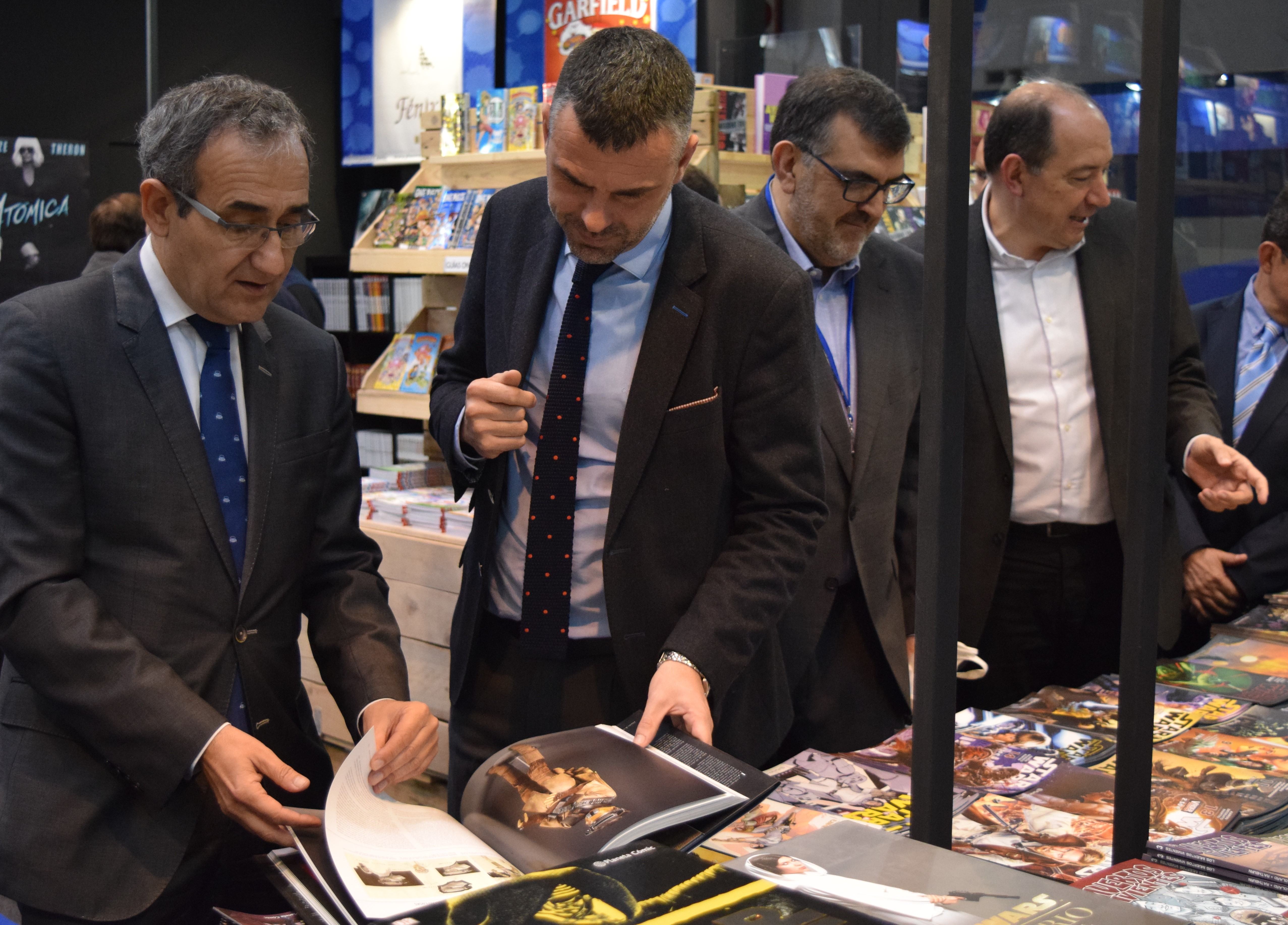
Patrici Tixis fullejant còmics.
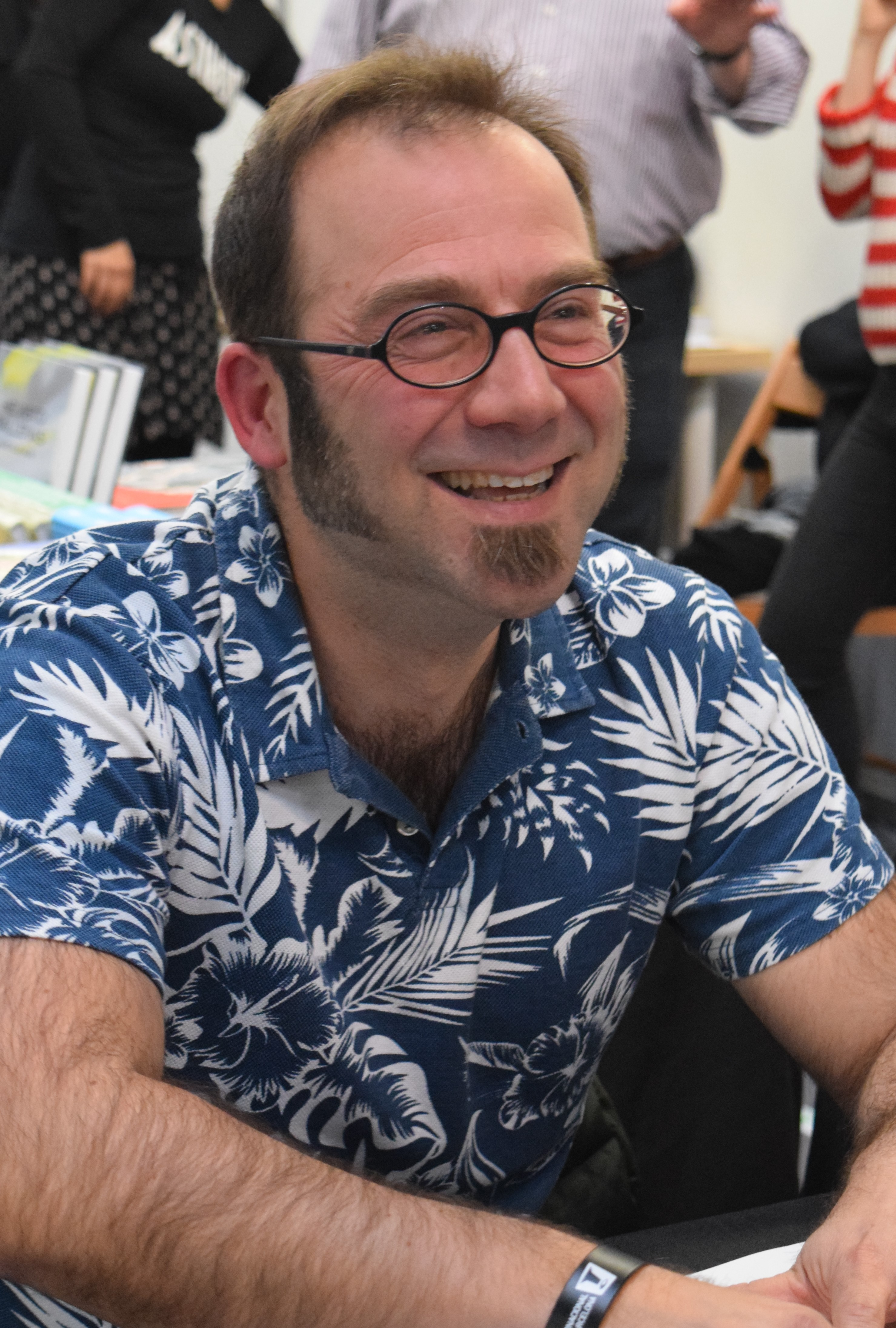
Pep Brocal conversant amb els seus fans.
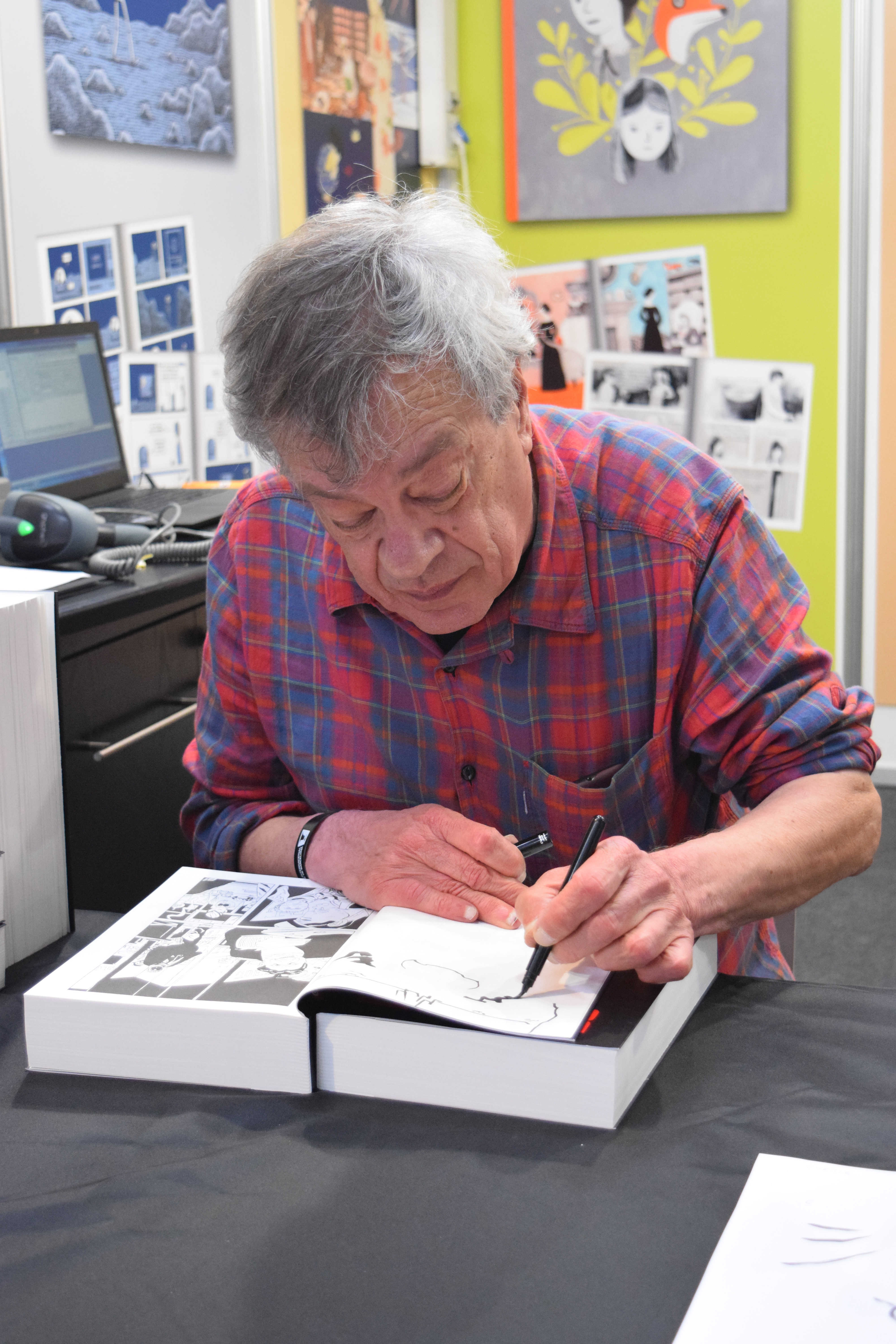
José Muñoz signant còmics.
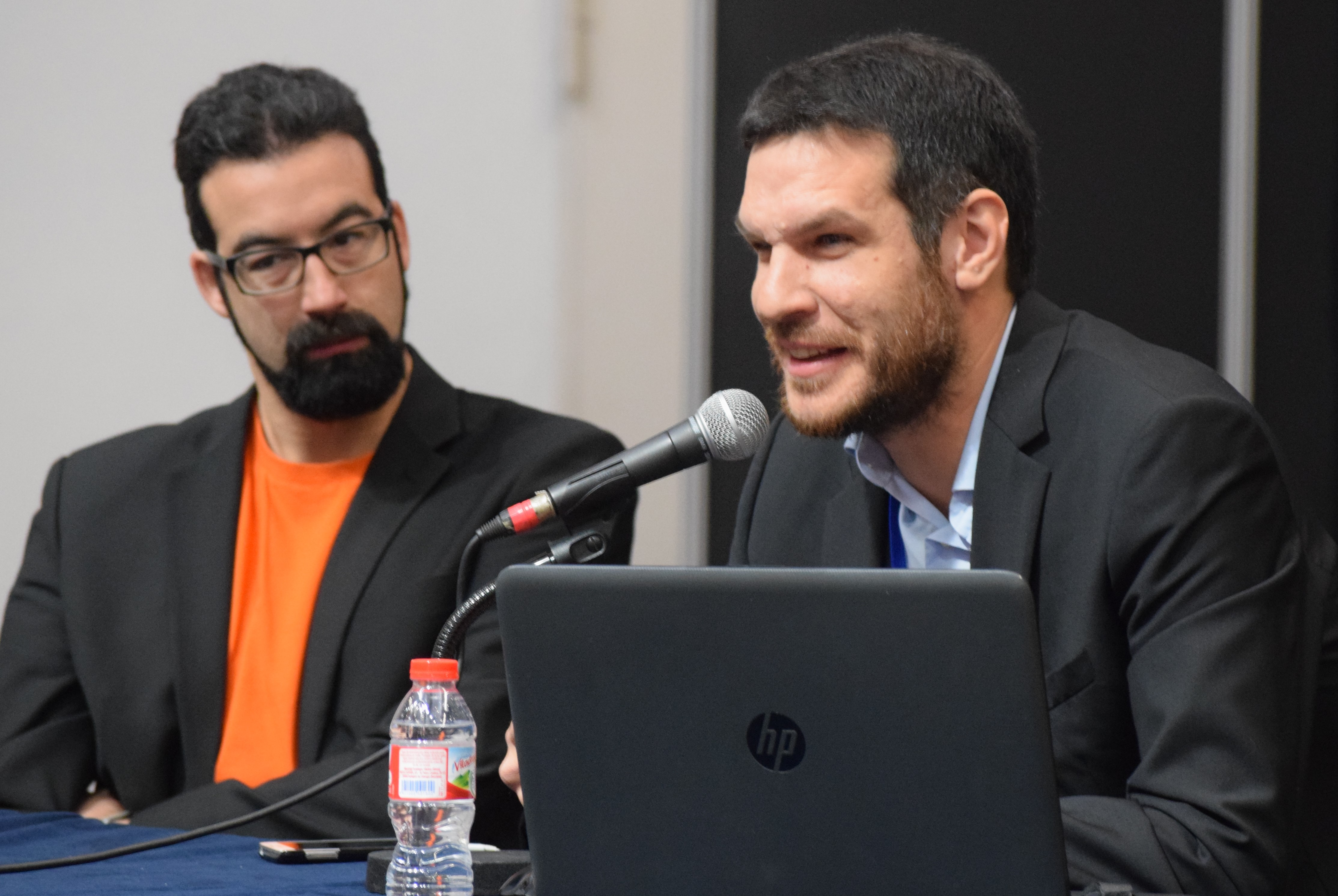
Conferència "El bullying al manga".
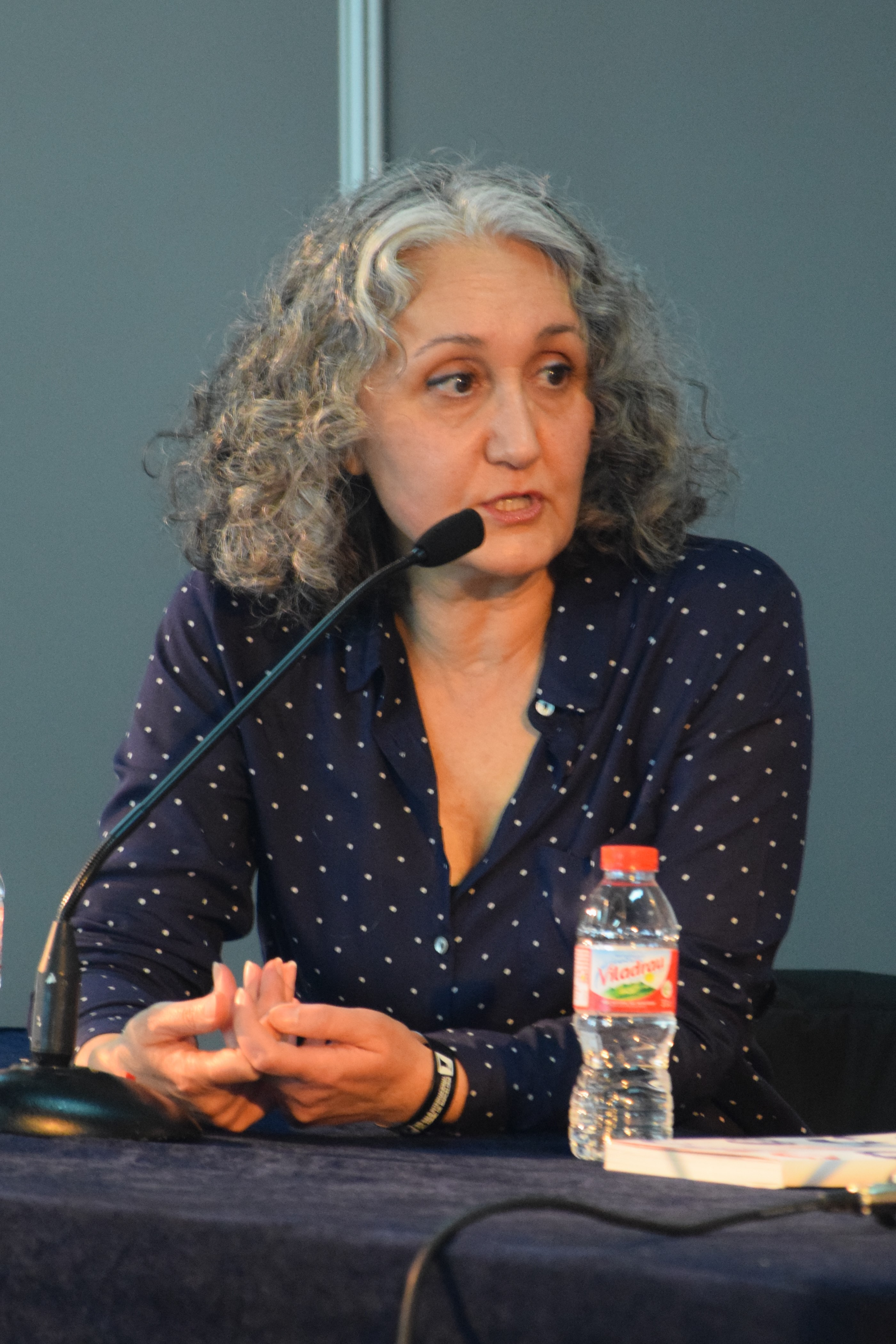
Ana Miralles en una ponència.
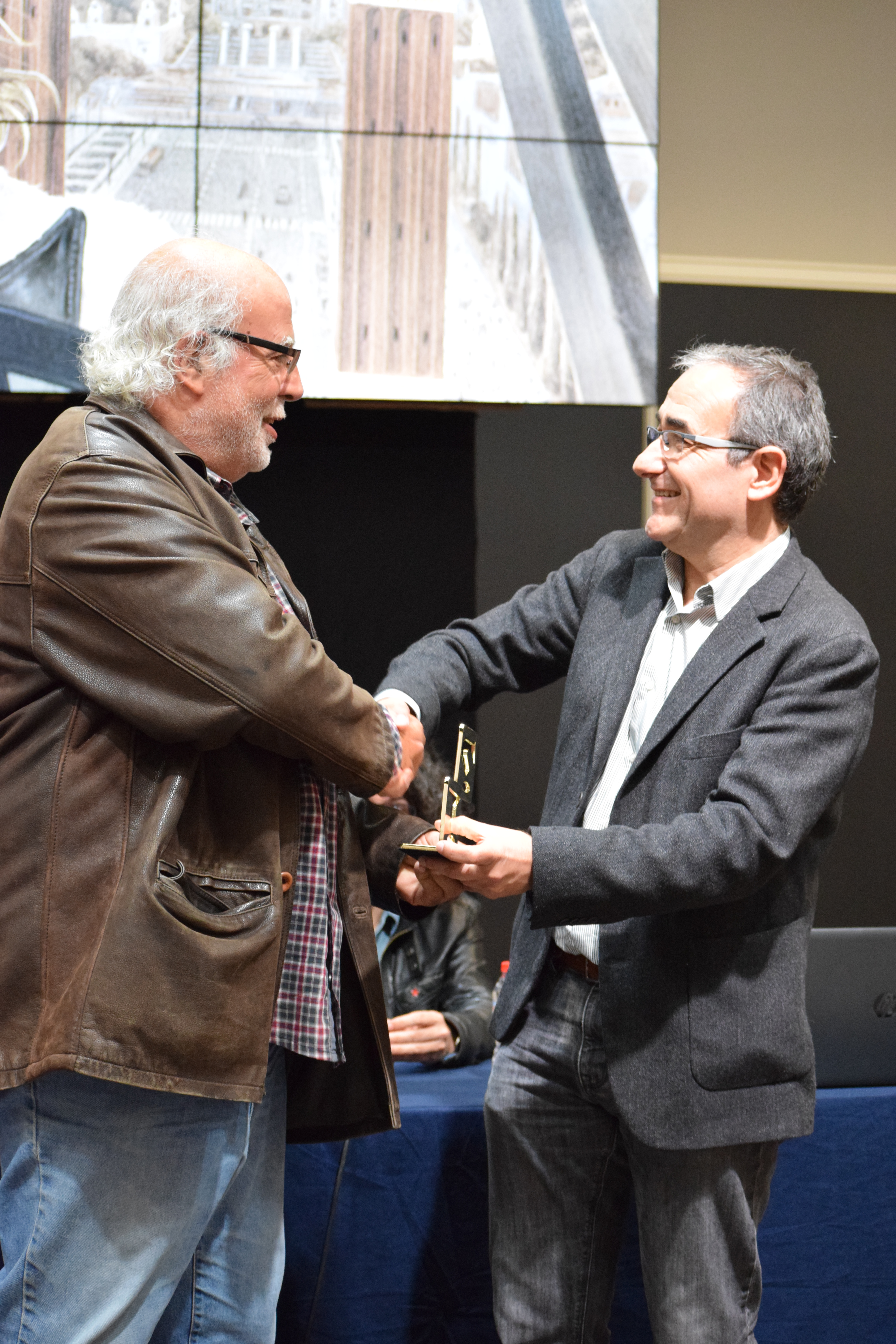
Martín Saurí, rebent el Gran Premi del Saló.
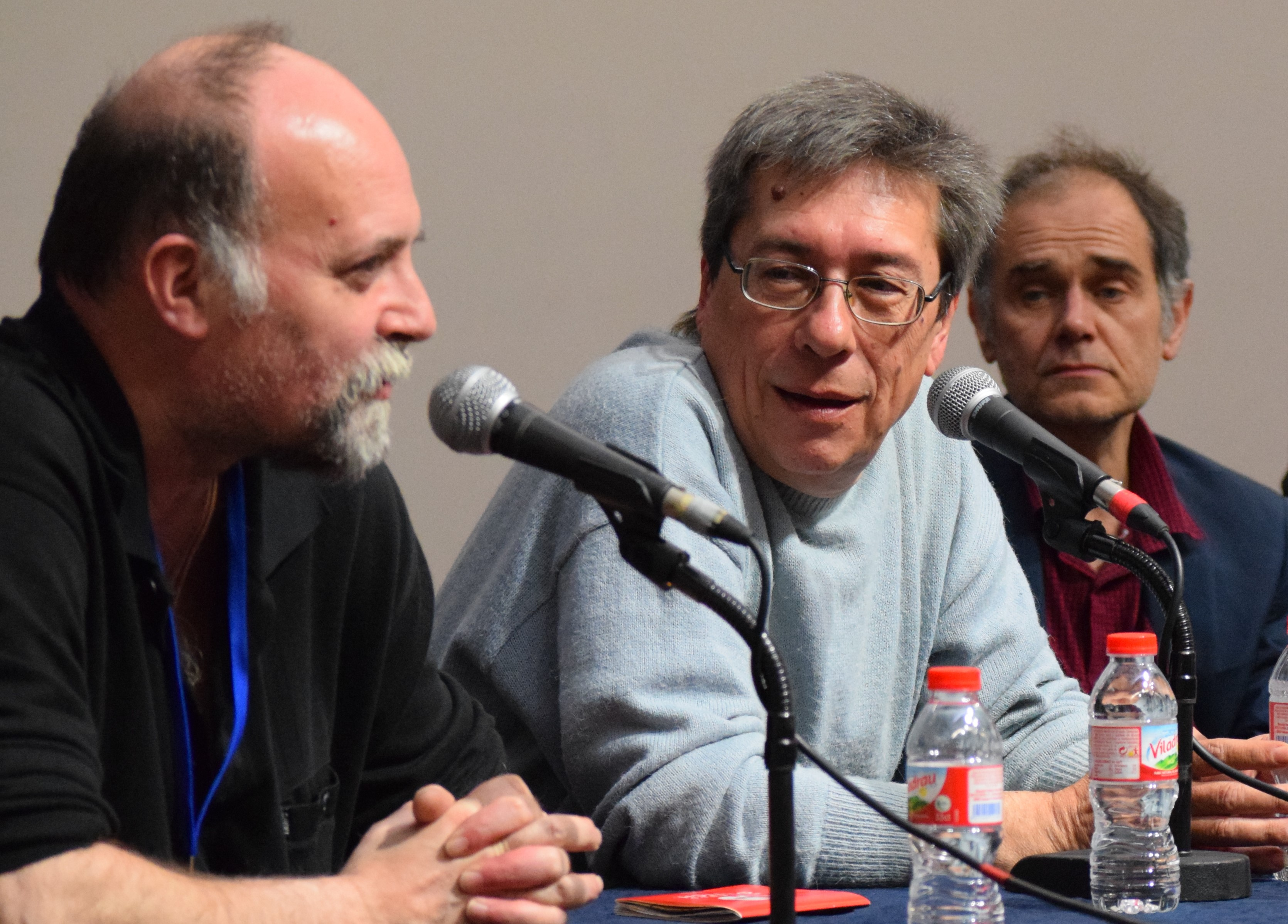
Els ponents de la taula rodona "Tots volem un TBO".
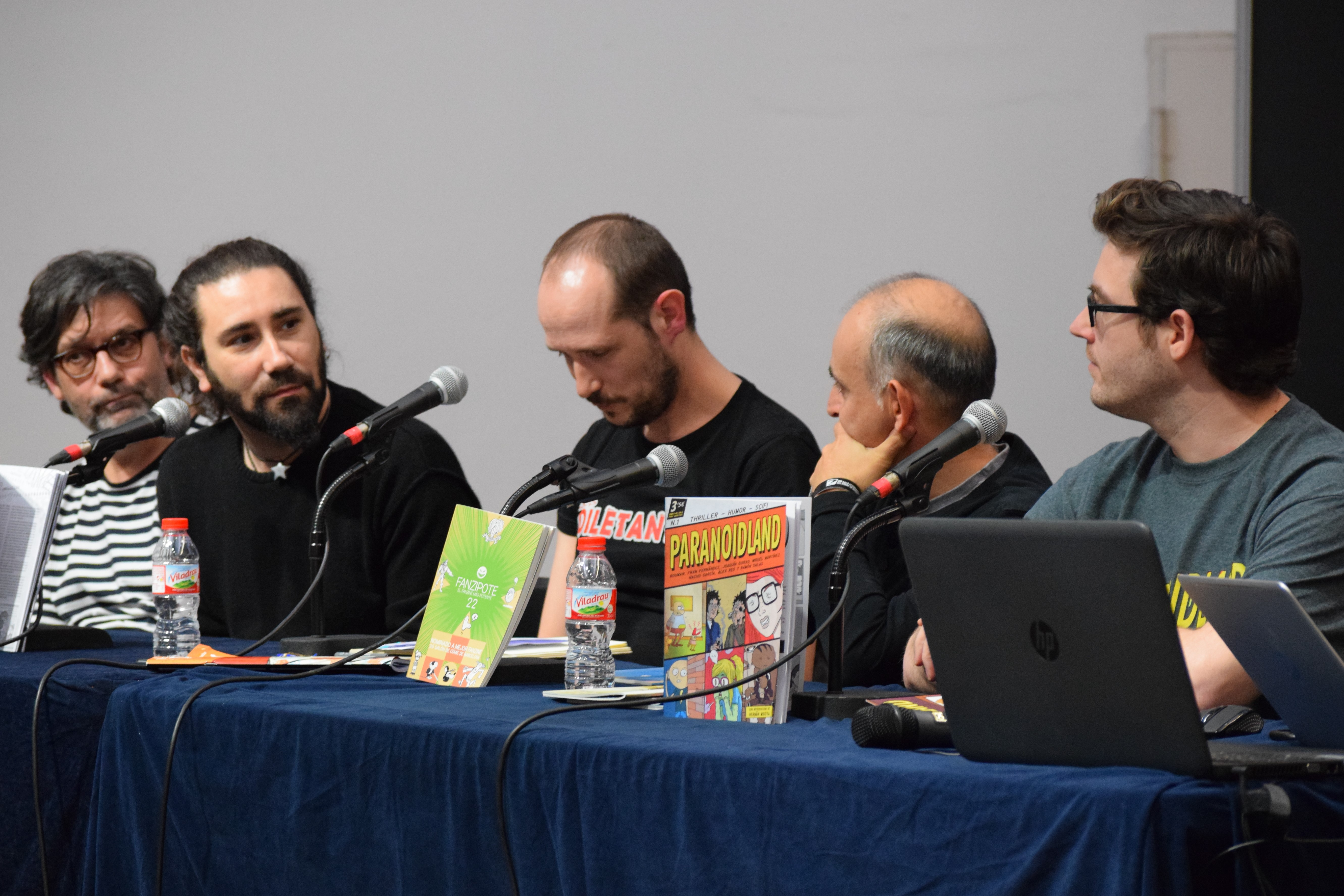
Presentació del fanzines nominats.
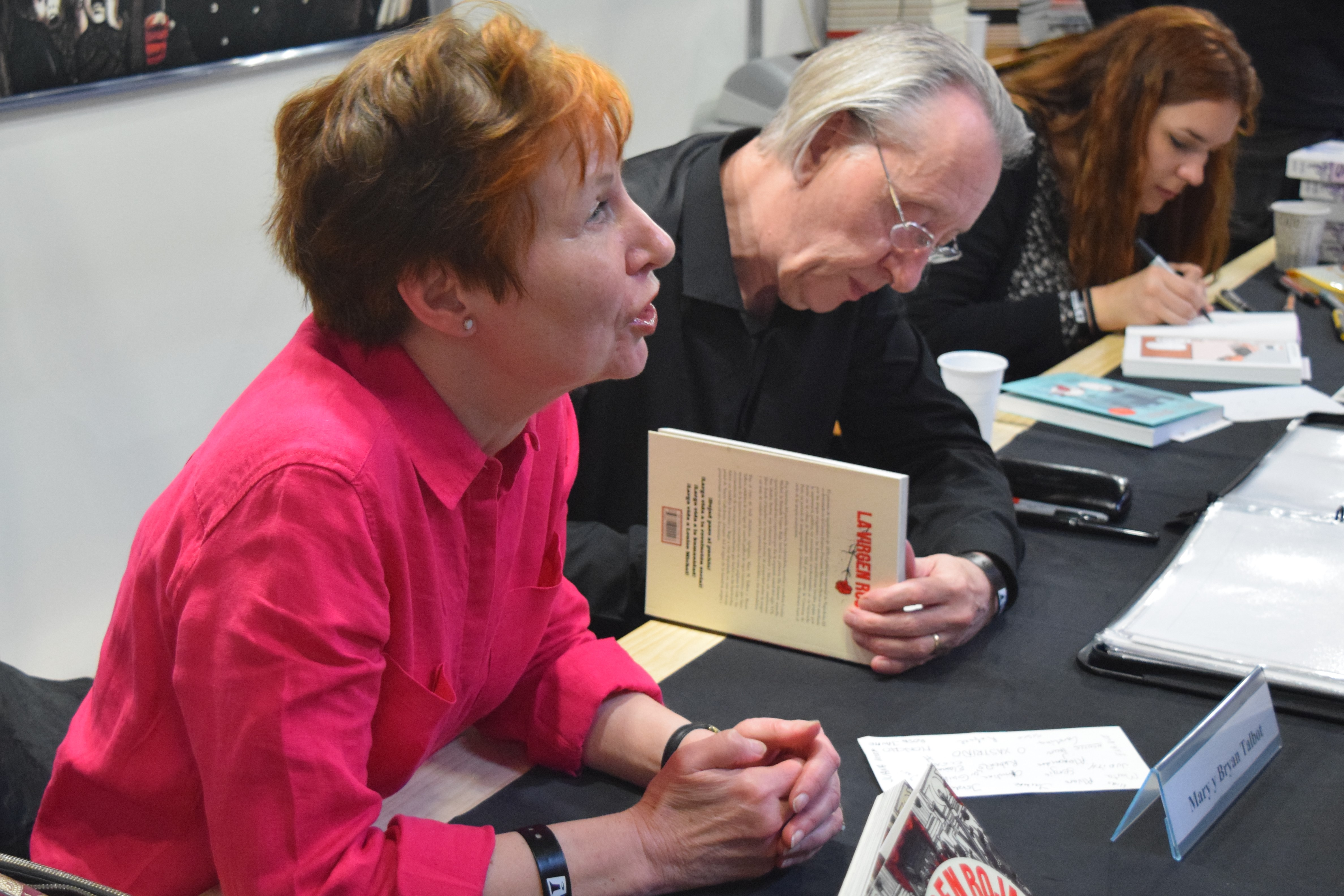
Bryan i Mary M. Talbot firmant exemplars.
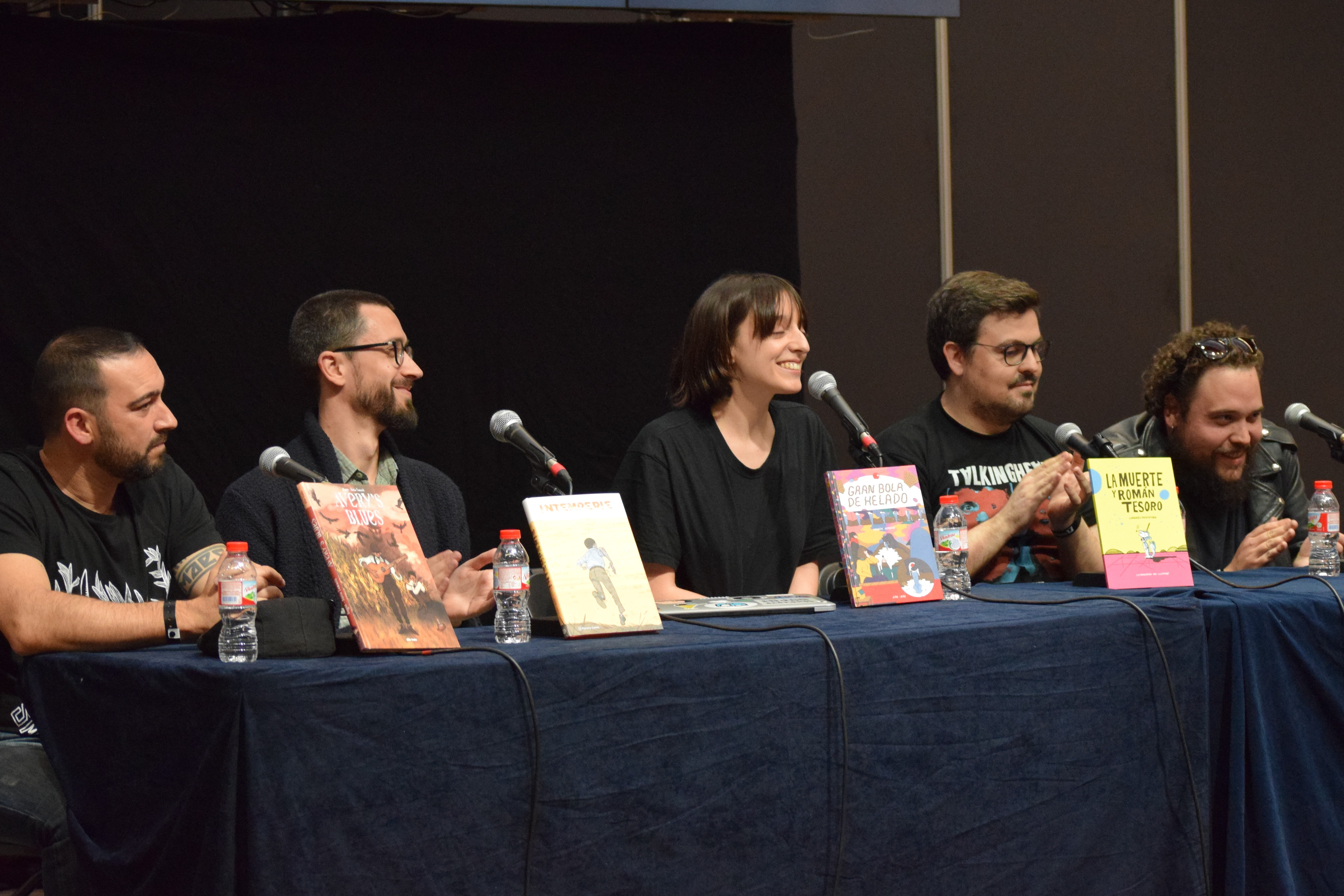
Presentació dels candidats a l'autor revelació
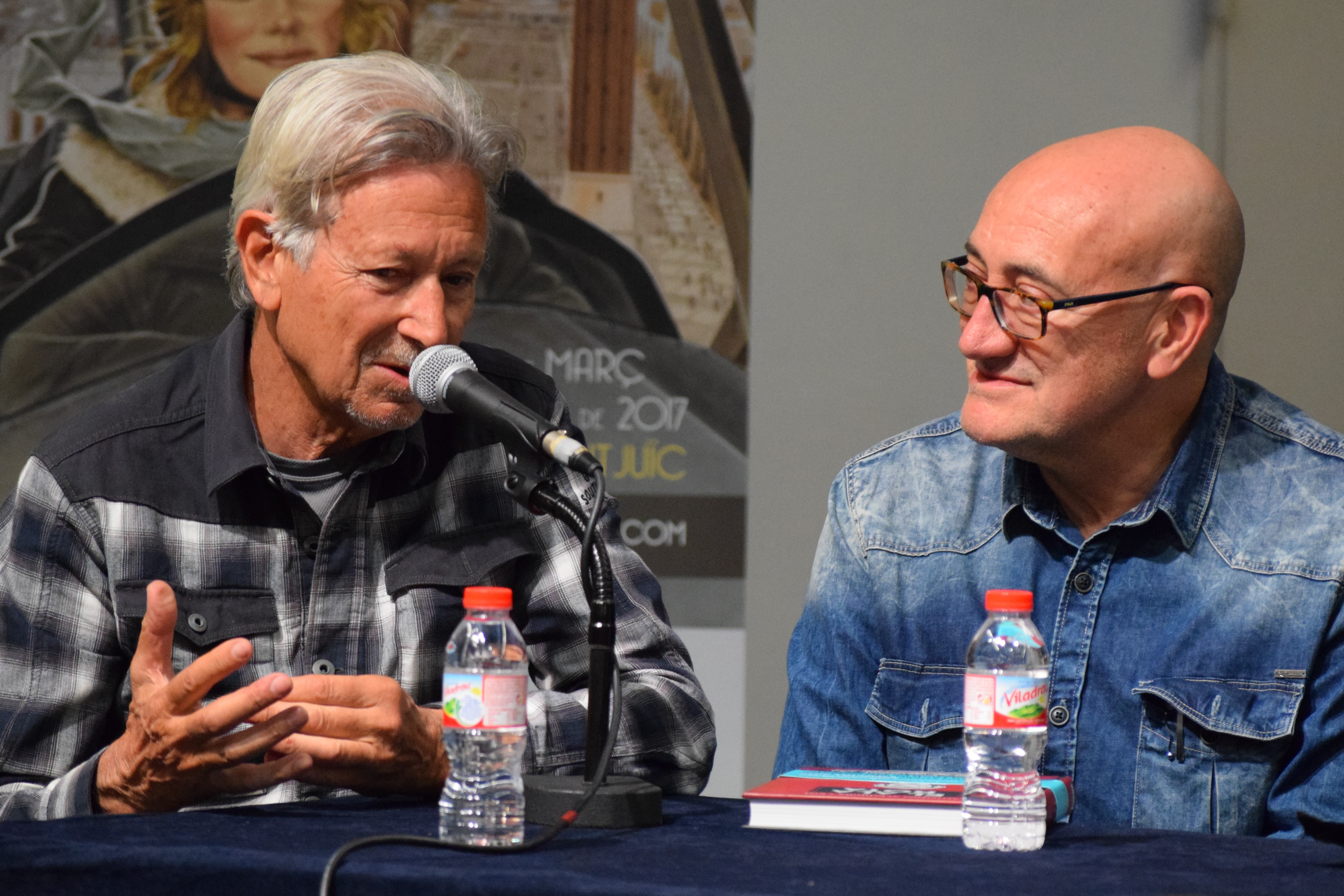
Kim i Antonio Altarriba presentant El ala rota.
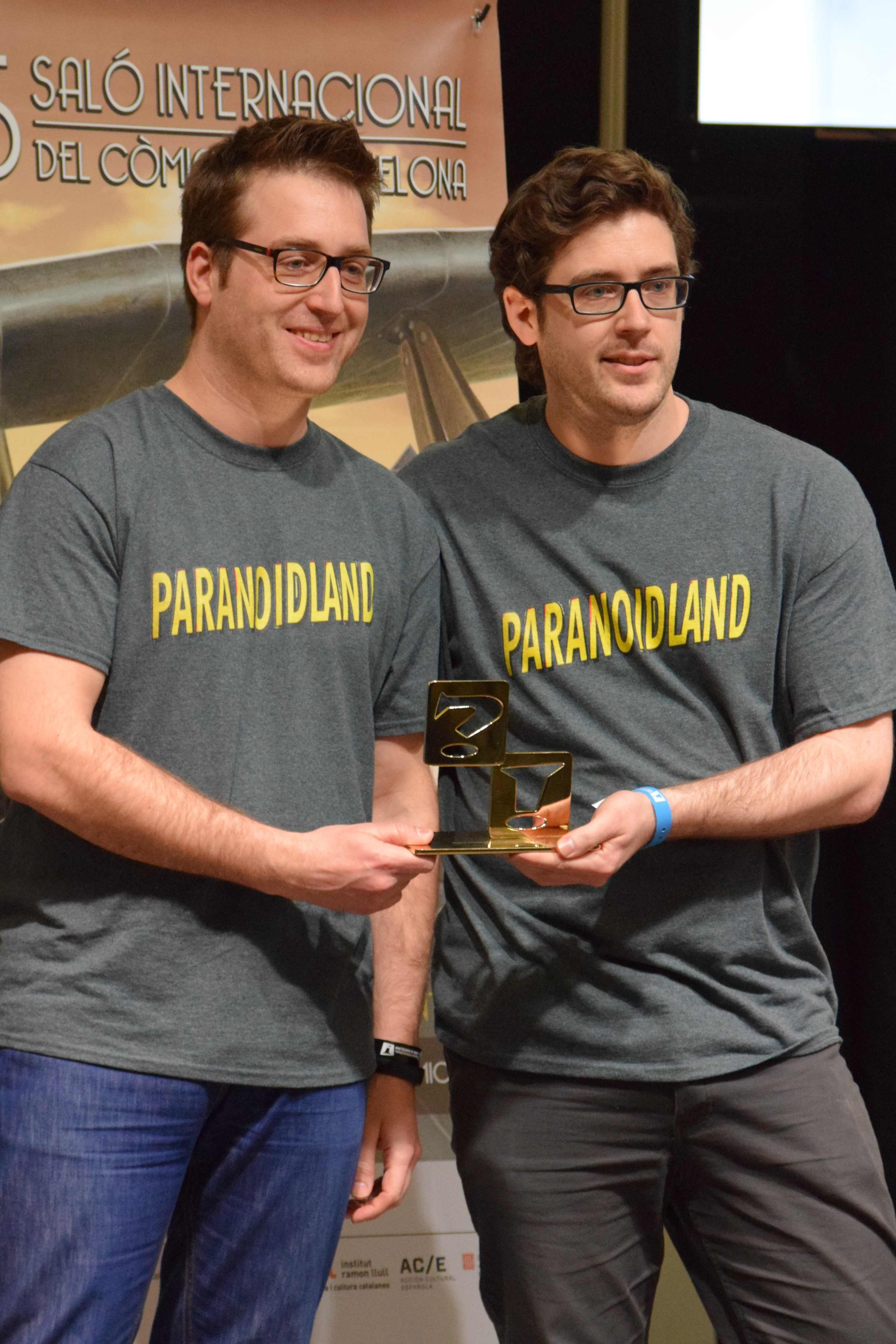
Paranoidland recollint el premi.
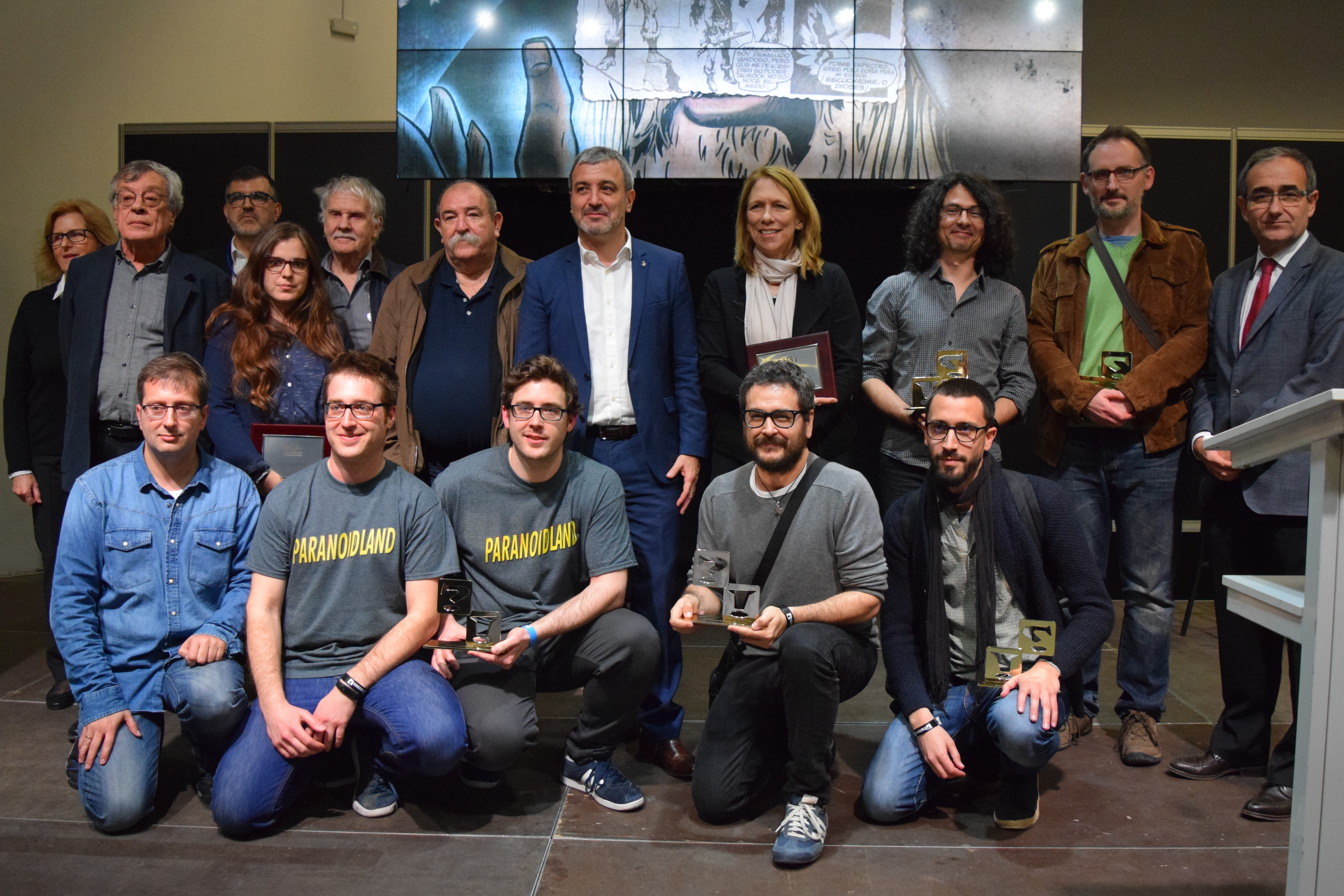
Foto de grup de tots els guanyadors